# Lista de episódios de Regular Show
Regular Show é uma série  de desenho animado americana criada por J. G. Quintel . A série gira em torno da vida de dois amigos, um gaio-azul chamado Mordecai e um guaxinim chamado Rigby, ambos empregados como jardineiros no parque municipal. A maioria dos episódios da série têm cerca de 11 minutos de duração, pares de episódios são frequentemente transmitidos para preencher lacunas de meia-hora na programação.

## Resumo
| Temporada | Temporada | Episódios                                                             | Exibição original      | Exibição original      | Exibição no Brasil      | Exibição no Brasil     | Exibição em Portugal    | Exibição em Portugal    |
| Temporada | Temporada | Episódios                                                             | Estreia                | Final                  | Estreia                 | Final                  | Estreia                 | Final                   |
| --------- | --------- | --------------------------------------------------------------------- | ---------------------- | ---------------------- | ----------------------- | ---------------------- | ----------------------- | ----------------------- |
|           | Piloto    | Piloto                                                                | 14 de agosto de 2009   | 14 de agosto de 2009   | 14 de maio de 2012      | 14 de maio de 2012     | 6 de abril de 2011      | 6 de abril de 2011      |
|           | 1         | 12                                                                    | 6 de setembro de 2010  | 22 de novembro de 2010 | 11 de agosto de 2011    | 30 de janeiro de 2012  | 5 de abril de 2013      | 6 de agosto de 2014     |
|           | 2         | 28 (2 Especiais)                                                      | 29 de novembro de 2010 | 1 de agosto de 2011    | 13 de outubro de 2011   | 31 de outubro de 2012  | 1 de setembro de 2014   | 5 de fevereiro de 2015  |
|           | 3         | 40 (1º Especial de Contos de terror do parque)                        | 19 de setembro de 2011 | 3 de setembro de 2012  | 11 de abril de 2012     | 12 de junho de 2013    | 21 de março de 2015     | 15 de maio de 2015      |
|           | 4         | 40 (3 Especiais + 2º Especial de Contos de terror do parque)          | 1 de outubro de 2012   | 12 de agosto de 2013   | 11 de março de 2013     | 10 de março de 2014    | 19 de junho de 2015     | 12 de julho de 2015     |
|           | 5         | 40 (3 Especials + 3º Especial de Contos de terror do parque)          | 2 de setembro de 2013  | 14 de agosto de 2014   | 17 de março de 2014     | 15 de março de 2016    | 18 de julho de 2015     | 15 de novembro de 2015  |
|           | 6         | 31 (4 Especiais + 4º Especial de Contos de terror do parque)          | 9 de outubro de 2014   | 25 de junho de 2015    | 2 de março de 2015      | 21 de dezembro de 2015 | 5 de dezembro de 2015   | 25 de junho de 2016     |
|           | 7         | 39 (2 Especiais + 5º Especial de Contos de terror do parque)          | 26 de junho de 2015    | 30 de junho de 2016    | 9 de novembro de 2015   | 13 de março de 2017    | 26 de junho de 2016     | 30 de outubro de 2016   |
|           | 8         | 31 (2 Especiais + 6º e Último Especial de Contos de terror do parque) | 26 de setembro de 2016 | 16 de janeiro de 2017  | 13 de fevereiro de 2017 | 8 de dezembro de 2017  | 17 de dezembro de 2016  | 22 de março de 2017     |
|           | Curtas    | 15                                                                    | 15 de abril de 2011    | 2 de janeiro de 2017   | 18 de setembro de 2014  | 1 de fevereiro de 2018 | 15 de julho de 2016     | 14 de abril de 2017     |
|           | Filme     | Filme                                                                 | 25 de novembro de 2015 | 25 de novembro de 2015 | 7 de dezembro de 2015   | 7 de dezembro de 2015  | 27 de fevereiro de 2016 | 27 de fevereiro de 2016 |

## Episódios

### Piloto (2009)
| # | # | Título                        | Dirigido por | Escrito e storyboards por | Exibição original                                               |
| --- | - | ----------------------------- | ------------ | ------------------------- | --------------------------------------------------------------- |
| 0 | 1 | "Primeiro Dia" "Regular Show" | J.G. Quintel | J.G. Quintel              | 14 de agosto de 2009 14 de maio e 28 de agosto de 2012 (Online) |
| Mordecai e Rigby jogam um jogo interminável de pedra, papel e tesoura para determinar quem recebe o sofá velho do Pairulito. |   |                               |              |                           |                                                                 |

### 1ª Temporada (EUA: 2010; Brasil: 2011-2012): Arco Mordecai e Rigby
Apenas um Show (primeira temporada)
| # | #  | Título | Escrito por                                | Exibição original      | Exibição no Brasil     | Código de Produção | Audiência (em milhões) |
| --- | -- | --- | ------------------------------------------ | ---------------------- | ---------------------- | ------------------ | ---------------------- |
| 1 | 1  | "A Força (BR/PT)" "The Power"                                                                              | J. G. Quintel                              | 6 de setembro de 2010  | 11 de agosto de 2011   | 697-003            | 2.097                  |
| Mordecai e Rigby precisam arrumar dinheiro para consertar um buraco na parede de seu quarto, até descobrirem o mini-teclado da Força que Rigby roubou de um mago. Nota: O mago que tinha seu mini-teclado roubado avisou ao Saltitão que seu mini-teclado foi roubado e pediu pro Saltitão recupera-lo, mas Saltitão foi mandado para lua por Rigby. |    | |                                            |                        |                        |                    |                        |
| 2 | 2  | "Apenas Arrumem as Cadeiras (BR) Limitem-se às Cadeiras (PT)" "Just Set Up the Chairs"                     | Sean Szeles & Shion Takeuchi               | 13 de setembro de 2010 | 18 de agosto de 2011   | 697-004            | 1.903                  |
| Para uma festa de aniversário do parque, Mordecai e Rigby ficão com a tarefa de arrumar as cadeiras, o que na visão deles é a tarefa mais chata. Com isso, eles tentam fazê-la divertida, mas encontram uma sala de fliperamas. Um fliperama é amaldiçoado.                                                                                          |    | |                                            |                        |                        |                    |                        |
| 3 | 3  | "Ingressos Para um Show Cafeínado (BR) Bilhetes de Concerto Cafeinados (PT)" "Caffeinated Concert Tickets" | J. G. Quintel & Mike Roth                  | 20 de setembro de 2010 | 30 de janeiro de 2012  | 607-001            | 1.715                  |
| Para comprar ingressos para um show, Mordecai e Rigby fazem trabalhos de hora extra e precisam de muito café para ficarem acordados. Quando recebem a visita de grãos de café ambulantes, pedem ajuda a eles. Mas o que eles não sabiam é que os grãos também querem ingressos.                                                                      |    | |                                            |                        |                        |                    |                        |
| 4 | 4  | "Socos Mortais (BR) Soquinhos da Morte (PT)" "Death Punchies"                                              | J. G. Quintel, Mike Roth, & Jake Armstrong | 27 de setembro de 2010 | 1 de setembro de 2011  | —                  | 1.980                  |
| Rigby quer ser o jogador número 1 no videogame mas como Mordecai sempre ganha dele nos soquinhos porque é mais forte, ele tenta aprender o Soco Mortal Taekwondo. |    | |                                            |                        |                        |                    |                        |
| 5 | 5  | "Bolo de Graça (BR)" "Free Cake"                                                                           | Kat Morris & Paul Scarlata                 | 4 de outubro de 2010   | 2 de janeiro de 2012   | —                  | 2.095                  |
| Mordecai e Rigby procuram um bolo para o aniversário de Saltitão, mas acabam atrapalhando-o em seu ritual da imortalidade. |    | |                                            |                        |                        |                    |                        |
| 6 | 6  | "O Churrasco (BR)" "Meat Your Maker"                                                                       | Sean Szeles & Shion Takeuchi               | 11 de outubro de 2010  | 15 de setembro de 2011 | —                  | 1.866                  |
| Rigby acaba queimando as salsichas do churrasco e agora ele e Mordecai precisarão buscar novas salsichas no frigorífico, mas o portão fecha e eles precisam das salsichas em imediato antes da morte. As salsichas que eles encontram são falantes e querem ser devoradas, mas na verdade elas os tiram do "freezer" e tentam devorá-los.            |    | |                                            |                        |                        |                    |                        |
| 7 | 7  | "Queijo Quente de Luxo (BR) Sandes de Queijo Deluxe (PT)" "Grilled Cheese Deluxe"                          | Sean Szeles & Shion Takeuchi               | 18 de outubro de 2010  | 29 de setembro de 2011 | 697-008            | 2.163                  |
| Mordecai e Rigby apostam quem consegue ficar mentindo sem ser descoberto, mas suas mentiras fazem eles se passarem por astronautas, que faz os astronautas rirem muito, só que eles não sabiam que poderia ser fatal e problemático. |    | |                                            |                        |                        |                    |                        |
| 8 | 8  | "Vão Embora, Unicórnios (BR) Os Unicórnios Têm de Bazar (PT)" "The Unicorns Have Got to Go"                | Kat Morris & Paul Scarlata                 | 25 de outubro de 2010  | 23 de janeiro de 2012  | —                  | 2.417                  |
| Mordecai usa um perfume "A vez dos caras" para atrair Margareth mas atrai um monte de unicórnios adolescentes que dominam o parque. Esse Episódio Teve Mais Censuras no Brasil |    | |                                            |                        |                        |                    |                        |
| 9 | 9  | "Passando um Trote (BR) Partidas Telefônicas (PT)" "Prank Callers"                                         | J. G. Quintel, Mike Roth Kent Osborne      | 1 de novembro de 2010  | 22 de setembro de 2011 | —                  | 2.088                  |
| Mordecai e Rigby tentam passar um trote no rei dos trotes. |    | |                                            |                        |                        |                    |                        |
| 10 | 10 | "Don (BR/PT)" "Don"                                                                                        | Benton Connor, Kat Morris J. G. Quintel    | 8 de novembro de 2010  | 8 de setembro de 2011  | —                  | 2.085                  |
| Rigby precisa chamar seu irmão Don para resolver o problema financeiro do parque. |    | |                                            |                        |                        |                    |                        |
| 11 | 11 | "O Corpo de Rigby (BR) O Corpo do Rigby (PT)" "Rigby's Body"                                               | J. G. Quintel & Mike Roth                  | 15 de novembro de 2010 | 25 de agosto de 2011   | —                  | 1.933                  |
| Rigby precisa recuperar seu corpo que se cansou dele por ele comer muitas besteiras. - Censura no Brasil* a cena em que aparece a cueca de um menino não pode ser mostrada |    | |                                            |                        |                        |                    |                        |
| 12 | 12 | "Mordecai e os Rigbys (BR/PT)" "Mordecai and the Rigbys"                                                   | Sean Szeles & Shion Takeuchi               | 22 de novembro de 2010 | 6 de outubro de 2011   | —                  | 2.028                  |
| Mordecai e Rigby criam uma banda falsa pela internet mas quando Margareth desconfia logo Mordecai fala que a banda é totalmente verdadeira e aceita tocar no show de talentos na cafeteria. |    | |                                            |                        |                        |                    |                        |

### 2ª Temporada (EUA: 2010-2011; Brasil: 2011-2012): Arco Novas Aventuras
Apenas um Show (segunda temporada)
| # | #  | Título                                                                                          | Escrito por                            | Exibição original       | Exibição no Brasil     | Código de produção | Audiência (em milhões) |
| --- | -- | ----------------------------------------------------------------------------------------------- | -------------------------------------- | ----------------------- | ---------------------- | ------------------ | ---------------------- |
| 13 | 1  | "Olá Senhor" "Ello Gov'nor"                                                                     | Sean Szeles e Shion Takeuchi           | 29 de novembro de 2010  | 13 de outubro de 2011  | —                  | 2.067                  |
| Rigby fica com pesadelos após ver um filme de terror. |    |                                                                                                 |                                        |                         |                        |                    |                        |
| 14 | 2  | "Tá na Hora" "It's Time"                                                                        | Benton Connor e Calvin Wong            | 3 de janeiro de 2011    | 20 de outubro de 2011  | —                  | N/A                    |
| Rigby marca um encontro com Margareth e Mordecai fica com ciúmes. |    |                                                                                                 |                                        |                         |                        |                    |                        |
| 15 | 3  | "Dia de Reconhecimento" "Appreciation Day"                                                      | Kat Morris e Paul Scarlata             | 10 de janeiro de 2011   | 27 de outubro de 2011  | —                  | 1.721                  |
| Quando Benson distribui placas de reconhecimento para todos menos para Mordecai e Rigby fazem modificações no diário do parque. Mas não sabem que o quê escrevem se tornará realidade.                                                                |    |                                                                                                 |                                        |                         |                        |                    |                        |
| 16 | 4  | "Espiada" "Peeps"                                                                               | Benton Connor e Calvin Wong            | 17 de janeiro de 2011   | 3 de novembro de 2011  | —                  | N/A                    |
| Benson espalha câmeras no parque para monitorar Mordecai e Rigby, até aparecer um olho gigante que assusta todos do parque. |    |                                                                                                 |                                        |                         |                        |                    |                        |
| 17 | 5  | "Tonto" "Dizzy"                                                                                 | Sean Szeles e Shion Takeuchi           | 24 de janeiro de 2011   | 10 de novembro de 2011 | —                  | 2.103                  |
| Pairulito precisa fazer um discurso mas tem medo de platéia. |    |                                                                                                 |                                        |                         |                        |                    |                        |
| 18 | 6  | "Minha Mãe" "My Mom"                                                                            | Kat Morris                             | 31 de janeiro de 2011   | 17 de novembro de 2011 | —                  | 1.833                  |
| Musculso e Fantasmão precisão supervisionar Mordecai e Rigby a pedido de Benson. |    |                                                                                                 |                                        |                         |                        |                    |                        |
| 19 | 7  | "Pontuação Máxima" "High Score"                                                                 | Sean Szeles                            | 7 de fevereiro de 2011  | 24 de novembro de 2011 | —                  | N/A                    |
| Mordecai e Rigby querem ganhar respeito das outras pessoas e para isso buscar ser bons em um jogo de fliperama da cafeteria de Margareth: "Ossos Quebrados".                                                                                          |    |                                                                                                 |                                        |                         |                        |                    |                        |
| 20 | 8  | "Ódio Contra a Televisão" "Rage Against the TV"                                                 | JG Quintel, Mike Roth e John Infantino | 14 de fevereiro de 2011 | 1 de dezembro de 2011  | —                  | 1.851                  |
| Quando Mordecai e Rigby chegam no ultimo nível do jogo "Ninguém vence o Martelo", a televisão dá defeito e eles precisam arrumar outra televisão para vencer o Martelo.                                                                               |    |                                                                                                 |                                        |                         |                        |                    |                        |
| 21 | 9  | "Pete Festeiro" "Party Pete"                                                                    | Benton Connor e Calvin Wong            | 21 de fevereiro de 2011 | 9 de janeiro de 2012   | —                  | 1.724                  |
| Quando Benson tira uma noite de folga, Mordecai e Rigby tentam dar uma festa. |    |                                                                                                 |                                        |                         |                        |                    |                        |
| 22 | 10 | "Lavagem Cerebral" "Brain Eraser"                                                               | Kat Morris                             | 25 de fevereiro de 2011 | 16 de janeiro de 2012  | —                  | 0.905                  |
| Mordecai vê Pairulito após sair do banho e fica com a cena grudada na cabeça. |    |                                                                                                 |                                        |                         |                        |                    |                        |
| 23 | 11 | "Benson se Foi" "Benson Be Gone"                                                                | John Infantino                         | 28 de fevereiro de 2011 | 8 de dezembro de 2011  | —                  | 1.868                  |
| Benson é rebaixado a trabalhar com Mordecai e Rigby, e Susi assume o parque, mas depois de Mordecai e Rigby mostrar como é legal se divertir invés de trabalhar, Benson decide ficar na moleza e é despedido.                                         |    |                                                                                                 |                                        |                         |                        |                    |                        |
| 24 | 12 | "Mas eu Tenho um Recibo" "But I Have a Receipt"                                                 | Kat Morris e Minty Lewis               | 7 de março de 2011      | 15 de dezembro de 2011 | —                  | 1.749                  |
| Mordecai e Rigby compram um jogo estilo RPG mas descobrem que o jogo é horrível, então querem devolver o jogo e receber seu dinheiro de volta, mas o dono da loja não ceita reembolso.                                                                |    |                                                                                                 |                                        |                         |                        |                    |                        |
| 25 | 13 | "Essa é a Minha Música" "The Is My Jam"                                                         | Sean Szeles                            | 7 de fevereiro de 2011  | 22 de dezembro de 2011 | —                  | 1.518                  |
| Rigby fica com uma música grudada na cabeça e quer tirá-la. |    |                                                                                                 |                                        |                         |                        |                    |                        |
| 26 | 14 | "Musculosa" "Muscle Woman"                                                                      | Benton Connor e Calvin Wong            | 4 de abril de 2011      | 29 de dezembro de 2011 | —                  | 1.422                  |
| Quando Musculso recebe um fora de sua namorada Starla, ele fica deprimido e Mordecai e Rigby querem reconciliá-los. |    |                                                                                                 |                                        |                         |                        |                    |                        |
| 27 | 15 | "Trabalhador Temporário" "Temp Check"                                                           | Benton Connor e Calvin Wong            | 11 de abril de 2011     | 6 de março de 2012     | 1004-031           | 1.689                  |
| Rigby contrata um vigarista chamado Doug para fazer seu trabalho no parque, mas ele começa a copiá-lo. |    |                                                                                                 |                                        |                         |                        |                    |                        |
| 28 | 16 | "Sorte Minha" "Jinx"                                                                            | Sean Szeles e Henry Yu                 | 18 de abril de 2011     | 12 de março de 2012    | 1004-032           | 1.697                  |
| Rigby tenta sair de uma brincadeira em que cada vez que ele fala, ele apanha de Mordecai. |    |                                                                                                 |                                        |                         |                        |                    |                        |
| 29 | 17 | "A Gente Se Vê Lá" "See You There"                                                              | J.G. Quintel                           | 25 de abril de 2011     | 19 de março de 2012    | —                  | 1.742                  |
| Musculoso e Fantasmão vão dar uma festa mas fingem que não convidam Mordecai e Rigby por causa deles terem derramado refrigerante no Musculoso, fazendo eles entrarem de penetras na festa como fantasmas, mas é revelado que isso foi uma pegadinha. |    |                                                                                                 |                                        |                         |                        |                    |                        |
| 30 | 18 | "Me Faça um Favor" "Do Me a Solid"                                                              | Kat Morris e Minty Lewis               | 2 de maio de 2011       | 26 de março de 2012    | —                  | 2.042                  |
| Mordecai e Rigby abusam dos favores. |    |                                                                                                 |                                        |                         |                        |                    |                        |
| 31 | 19 | "No Cemitério" "Grave Sights (1º Especial de Apenas um Show) e (1º Especial de Dia das Bruxas)" | Benton Connor & Calvin Wong            | 9 de maio de 2011       | 31 de outubro de 2012  | 1004-035           | 1.926                  |
| Mordecai e Rigby compram um filme de terror em 3D para passar no cemitério do parque. Nota: Esse episódio foi banido na Australia por causa da violência de terror.                                                                                   |    |                                                                                                 |                                        |                         |                        |                    |                        |
| 32 | 20 | "Luta de Verdade Mesmo" "Really Real Wrestling"                                                 | Sean Szeles                            | 16 de maio de 2011      | 9 de abril de 2012     | —                  | 2.164                  |
| Pairulito compra ingressos para Mordecai e Rigby irem junto com ele ao evento de luta. Mas Pairulito se machuca ensinando alguns golpes de luta a Mordecai e Rigby e Benson dá ordens para que Mordecai e Rigby fiquem em casa com Pairulito.         |    |                                                                                                 |                                        |                         |                        |                    |                        |
| 33 | 21 | "Lá no Topo" "Over the Top"                                                                     | Benton Connor & Calvin Wong            | 23 de maio de 2011      | 16 de abril de 2012    | —                  | 1.957                  |
| Saltitão ganha de Rigby na queda de braço. |    |                                                                                                 |                                        |                         |                        |                    |                        |
| 34 | 22 | "A Coruja Noturna" "The Night Owl"                                                              | Kat Morris & Minty Lewis               | 30 de maio de 2011      | 23 de abril de 2012    | —                  | 2.114                  |
| Mordecai, Rigby, Musculoso e Fantasmão se juntam para tentar ganhar um carro. |    |                                                                                                 |                                        |                         |                        |                    |                        |
| 35 | 23 | "Um Monte de Patinhos" "A Bunch of Baby Ducks"                                                  | Kat Morris & Minty Lewis               | 6 de junho de 2011      | 5 de maio de 2012      | —                  | 2.328                  |
| Mordecai e Rigby acham um bando de patinhos na fonte do parque e tenta vendê-los mas descobrem que os patinhos são especiais. |    |                                                                                                 |                                        |                         |                        |                    |                        |
| 36 | 24 | "Maior Esperto" "More Smarter"                                                                  | Calvin Wong & Benton Connor            | 13 de junho de 2011     | 7 de maio de 2012      | 1004-039           | 2.190                  |
| Rigby tenta ganhar um diploma de Ensino Médio. |    |                                                                                                 |                                        |                         |                        |                    |                        |
| 37 | 25 | "Primeiro Dia (Piloto)" "First Day (2º Especial de Apenas um Show)"                             | J.G. Quintel                           | 11 de julho de 2011     | 14 de maio de 2012     | —                  | 2.634                  |
| Flashback do primeiro dia de Mordecai e Rigby no parque. Mordecai e Rigby jogam pedra, papel ou tesoura para ver quem fica com uma poltrona. Nota: Esse foi considerado um episódio piloto apesar de ser um episódio da 2ª Temporada.                 |    |                                                                                                 |                                        |                         |                        |                    |                        |
| 38 | 26 | "Olha o Vírus" "Go Viral"                                                                       | Benton Connor & Calvin Wong            | 18 de julho de 2011     | 21 de maio de 2012     | —                  | 2.010                  |
| Mordecai e Rigby apostam com Musculoso e Fantasmão para ver quem consegue o vídeo com mais visualizações na internet. |    |                                                                                                 |                                        |                         |                        |                    |                        |
| 39 | 27 | "Fedorento" "Skunked"                                                                           | J.G. Quintel & Sean Szeles             | 25 de julho de 2011     | 28 de maio de 2012     | —                  | 2.149                  |
| Rigby tenta se livar de um mau cheiro que um Gambasomem soltou nele, caso contrário se tornará um igual. |    |                                                                                                 |                                        |                         |                        |                    |                        |
| 40 | 28 | "Vídeo de Karaokê" "Karaoke Video"                                                              | Sean Szeles & Dennis Messner           | 1 de agosto de 2011     | 4 de junho de 2012     | —                  | 2.257                  |
| Mordecai e Rigby vão ao karaoke e falam mal de todos os funcionários do parque, no outro dia Benson quer levar a turma toda para o mesmo karaoke, e Mordecai e Rigby tem que impedir o dono de passar a fita deles, se não serão despedidos.          |    |                                                                                                 |                                        |                         |                        |                    |                        |

### 3ª Temporada (EUA: 2011-2012; Brasil: 2012-2013): Arco Modernização
Apenas um Show (terceira temporada)
| # | #  | Título | Escrito por                                                      | Exibição original       | Exibição no Brasil      | Código de produção | Audiência (em milhões) |
| --- | -- | --- | ---------------------------------------------------------------- | ----------------------- | ----------------------- | ------------------ | ---------------------- |
| 41 | 1  | "Hóquei de Mesa" "Stick Hockey"                                                                                    | Sean Szeles e Kat Morris                                         | 19 de setembro de 2011  | 11 de junho de 2012     | —                  | 2.000                  |
| Mordecai e Rigby tentam encontrar seu amado jogo de hóquei que Benson jogou fora. |    | |                                                                  |                         |                         |                    |                        |
| 42 | 2  | "Aposta Radical" "Bet to Be Blonde"                                                                                | Benton Connor e Calvin Wong                                      | 26 de setembro de 2011  | 18 de junho de 2012     | —                  | 1.991                  |
| Mordecai se junta a uma gangue de loiros do mal. |    | |                                                                  |                         |                         |                    |                        |
| 43 | 3  | "Saltitão Joga um Bolão" "Skips Strikes"                                                                           | Benton Connor e Calvin Wong                                      | 3 de outubro de 2011    | 25 de junho de 2012     | —                  | 2.079                  |
| Quando um segredo de Saltitão está sob ameaça de ser revelado por uma equipe de boliche rival, Saltitão deixa a equipe do parque, colocando as almas de Mordecai, Rigby, e Benson nas mãos da Morte após Rigby fazer um acordo com a equipe rival por uma bola paranormal. |    | |                                                                  |                         |                         |                    |                        |
| 4445 | 45 | "Contos de Terror no Parque" "Terror Tales of The Park (Partes 1 & 2) (1º Episódio de Contos de terror do parque)" | J. G. Quintel, Ben Adams Andres Salaff, Sean Szeles e Kat Morris | 10 de outubro de 2011   | 31 de outubro de 2012   | 1009-0431009-044   | 1.968                  |
| Mordecai, Rigby, e os outros funcionarios contam histórias de terror - o episódio é dividido em três segmentos: - Boneco Sinistro: Pairulito conta uma história de terror sobre um boneco que adora pintar os rostos das pessoas. - Morte no Trailer: Musculoso conta uma história de terror sobre um trailer assombrado. - Dentro de Casa: Rigby conta uma história de terror sobre quando ele é transformado em uma casa depois que ele joga ovos na casa de um mago no Halloween. |    | |                                                                  |                         |                         |                    |                        |
| 46 | 6  | "Acampar Pode ser Legal" "Camping Can Be Cool"                                                                     | Sean Szeles e Kat Morris                                         | 17 de outubro de 2011   | 2 de julho de 2012      | —                  | 2.047                  |
| Mordecai,Rigby,Margaret e Eileen vão acampar em uma área restrita de uma floresta. No entanto, eles devem escapar quando um veado tenta matá-los por invasão. |    | |                                                                  |                         |                         |                    |                        |
| 47 | 7  | "Rebotes e Enterradas" "Slam Dunk"                                                                                 | Andres Salaff e Ben Adams                                        | 24 de outubro de 2011   | 9 de julho de 2012      | —                  | 2.079                  |
| Mordecai e Rigby jogam uma partida de basquete contra Musculoso e Fantasmão para ganhar os direitos para usar o computador pra vida toda. |    | |                                                                  |                         |                         |                    |                        |
| 48 | 8  | "Bicicletas Descoladas" "Cool Bikes"                                                                               | Benton Connor e Calvin Wong                                      | 7 de novembro de 2011   | 16 de julho de 2012     | —                  | 1.833                  |
| Mordecai e Rigby tentam provar para Benson que são descolados. |    | |                                                                  |                         |                         |                    |                        |
| 49 | 9  | "Regras da Casa" "House Rules"                                                                                     | John Infantino e Andres Salaff                                   | 14 de novembro de 2011  | 23 de julho de 2012     | —                  | 2.298                  |
| Mordecai e Rigby procuram um lugar que não tenha regras |    | |                                                                  |                         |                         |                    |                        |
| 50 | 10 | "Soltando o Rap" "Rap It Up"                                                                                       | Sean Szeles e Kat Morris                                         | 21 de novembro de 2011  | 30 de julho de 2012     | —                  | 2.142                  |
| Pairulito se depara com um grupo de rappers e tenta vencê-los com poesia. |    | |                                                                  |                         |                         |                    |                        |
| 51 | 11 | "Dando um Rolé no Meu Carango" "Cruisin'"                                                                          | Benton Connor e Calvin Wong                                      | 28 de novembro de 2011  | 6 de agosto de 2012     | —                  | 2.172                  |
| Mordecai e Rigby devem obter o número de uma garota até o fim do dia, a fim de evitar a perda de uma aposta e pagar por um jantar com Margaret e Eileen. |    | |                                                                  |                         |                         |                    |                        |
| 52 | 12 | "Debaixo do Capuz" "Under the Hood"                                                                                | Andres Salaff e Toby Jones                                       | 12 de dezembro de 2011  | 13 de agosto de 2012    | —                  | 2.324                  |
| Mordecai e Rigby devem pegar um grafiteiro misterioso, depois de ter Musculoso injustamente demitido por vandalismo. |    | |                                                                  |                         |                         |                    |                        |
| 53 | 13 | "Fim de Semana no Benson" "Weekend at Benson's"                                                                    | Benton Connor e Hilary Florido                                   | 16 de janeiro de 2012   | 20 de agosto de 2012    | —                  | 1.988                  |
| Mordecai e Rigby devem controlar o Benson para a festa da Audrey enquanto ele esta inconsiente. |    | |                                                                  |                         |                         |                    |                        |
| 54 | 14 | "Biscoito da Sorte" "Fortune Cookie"                                                                               | Benton Connor, Hilary Florido, e Calvin Wong                     | 23 de janeiro de 2012   | 27 de agosto de 2012    | —                  | 1.864                  |
| Após Rigby roubar seu biscoito da sorte em um restaurante chinês, Benson é vítima de uma maré de azar. |    | |                                                                  |                         |                         |                    |                        |
| 55 | 15 | "Pense Positivo" "Think Positive"                                                                                  | Sean Szeles e Kat Morris                                         | 30 de janeiro de 2012   | 3 de setembro de 2012   | —                  | 2.477                  |
| Benson deve controlar sua raiva ou será demitido por Pairulito. |    | |                                                                  |                         |                         |                    |                        |
| 56 | 16 | "Saltitão Contra a Tecnologia" "Skips vs. Technology"                                                              | Calvin Wong e Toby Jones                                         | 6 de fevereiro de 2012  | 10 de setembro de 2012  | —                  | 2.392                  |
| Saltitão tenta corrigir um erro do computador causado por Mordecai e Rigby, mas não tem habilidades. |    | |                                                                  |                         |                         |                    |                        |
| 57 | 17 | "Discando de Bumbum" "Butt Dial"                                                                                   | Sean Szeles e Kat Morris                                         | 13 de fevereiro de 2012 | 22 de outubro de 2012   | —                  | 2.451                  |
| Mordecai tenta encontrar o telefone de Margaret para apagar uma mensagem de voz embaraçosa que ele gravou. |    | |                                                                  |                         |                         |                    |                        |
| 58 | 18 | "Ovocelente" "Eggscellent"                                                                                         | J. G. Quintel                                                    | 27 de fevereiro de 2012 | 17 de setembro de 2012  | —                  | 2.316                  |
| Mordecai deve ganhar um boné após Rigby ficar em coma depois de ter comido um grande omelete (ele é alergico). |    | |                                                                  |                         |                         |                    |                        |
| 59 | 19 | "Modelo de Barriga" "Gut Model"                                                                                    | Sean Szeles e Kat Morris                                         | 5 de março de 2012      | 24 de setembro de 2012  | —                  | 2.182                  |
| Se sentindo subestimado por seus colegas de trabalho, Musculoso encerra seu trabalho como um jardineiro para trabalhar como modelo de barriga. |    | |                                                                  |                         |                         |                    |                        |
| 60 | 20 | "Mago dos Video-Games" "Video Game Wizards"                                                                        | Benton Connor e Hilary Florido                                   | 26 de março de 2012     | 27 de setembro de 2012  | —                  | 2.079                  |
| Mordecai e Saltitão participam de um torneio de video-games para ganhar "A Luva que é o Máximo" mas Rigby não concorda que o Saltitão seja parceiro do Mordecai. |    | |                                                                  |                         |                         |                    |                        |
| 61 | 21 | "O Grande Ganhador" "Big Winner"                                                                                   | Benton Connor e Hilary Florido                                   | 2 de abril de 2012      | 31 de dezembro de 2012  | —                  | 2.375                  |
| Mordecai e Rigby fazem uma brincadeira com Musculoso com um falso bilhete de loteria premiado, mas ficou fora de controle. |    | |                                                                  |                         |                         |                    |                        |
| 62 | 22 | "O Melhor Hambúrguer do Mundo" "The Best Burger in the World"                                                      | Andres Salaff                                                    | 9 de abril de 2012      | 8 de outubro de 2012    | —                  | 2.456                  |
| Mordecai e Rigby tentam enganar Benson para poderem comer "o melhor hambúrguer do mundo". |    | |                                                                  |                         |                         |                    |                        |
| 63 | 23 | "Substituído" "Replaced"                                                                                           | J. G. Quintel, Mike Roth, e John Infantino                       | 16 de abril de 2012     | 15 de outubro de 2012   | —                  | 2.300                  |
| A fim de salvar seus empregos, Mordecai e Rigby tentar sabotar uma dupla que Benson está tentando contratar.No final do episódio, foi revelado que Benson queria demitir Mordecai e Rigby só para contratar a outra, mas Mordecai e Rigby foram reencontratados. |    | |                                                                  |                         |                         |                    |                        |
| 64 | 24 | "Canoa Furada" "Trash Boat"                                                                                        | Benton Connor e Hilary Florido                                   | 23 de abril de 2012     | 29 de outubro de 2012   | —                  | N/A                    |
| Rigby muda seu nome para "Canoa Furada" - no entanto, ele desesperadamente tenta mudar o seu nome de volta para Rigby depois de perceber toda a atenção negativa que ele recebeu com o seu novo nome. |    | |                                                                  |                         |                         |                    |                        |
| 65 | 25 | "Punhos da Justiça" "Fists of Justice"                                                                             | Andres Salaff                                                    | 30 de abril de 2012     | 5 de novembro de 2012   | —                  | 2.252                  |
| Mordecai e Rigby devem ajudar Saltitão derrotando um inimigo que vem para a Terra todos os dias para uma luta com Saltitão. |    | |                                                                  |                         |                         |                    |                        |
| 66 | 26 | "Sim Claro Sim" "Yes Dude Yes"                                                                                     | Sean Szeles e Kat Morris                                         | 7 de maio de 2012       | 12 de novembro de 2012  | —                  | 2.116                  |
| Abatido depois que ele acha que ele tem testemunhado noivado de Margaret, Mordecai se torna amigo de uma garota chamada CJ. |    | |                                                                  |                         |                         |                    |                        |
| 67 | 27 | "Carrinho Detonado" "Busted Cart"                                                                                  | Benton Connor & Hilary Florido                                   | 14 de maio de 2012      | 19 de novembro de 2012  | —                  | 2.262                  |
| Benson precisa fazer uma longa viagem até a concessionária de carros de golfe para consertar o carrinho. |    | |                                                                  |                         |                         |                    |                        |
| 68 | 28 | "Morto às Oito" "Dead at Eight"                                                                                    | Calvin Wong & Toby Jones                                         | 28 de maio de 2012      | 26 de novembro de 2012  | —                  | 2.053                  |
| Mordecai e Rigby tem que cuidar do filho da Morte para recuperar a alma de Musculoso. |    | |                                                                  |                         |                         |                    |                        |
| 69 | 29 | "Acesso Negado" "Access Denied"                                                                                    | Sean Szeles & Kat Morris                                         | 4 de junho de 2012      | 7 de janeiro de 2013    | —                  | 2.585                  |
| Mordecai e Rigby tentam entrar na festa de aniversário de Margarete. |    | |                                                                  |                         |                         |                    |                        |
| 70 | 30 | "O Mentor Musculoso" "Muscle Mentor"                                                                               | Andres Salaff                                                    | 11 de junho de 2012     | 10 de dezembro de 2012  | —                  | 2.729                  |
| Musculoso ensina a Rigby como fazer seu trabalho. |    | |                                                                  |                         |                         |                    |                        |
| 71 | 31 | "O Melhor Caminhoneiro do Mundo" "Trucker Hall of Fame"                                                            | Calvin Wong & Toby Jones                                         | 18 de junho de 2012     | 17 de dezembro de 2012  | —                  | 2.915                  |
| Musculoso quer jogar as cinzas de seu pai caminhoneiro no hall da fama dos caminhoneiros. |    | |                                                                  |                         |                         |                    |                        |
| 72 | 32 | "Fora de Circulação" "Out of Commission"                                                                           | Calvin Wong & Toby Jones                                         | 25 de junho de 2012     | 17 de dezembro de 2012  | —                  | 2.475                  |
| Mordecai e Rigby vão ao ultimo passeio com o carrinho que foi substituído por um mais moderno. |    | |                                                                  |                         |                         |                    |                        |
| 73 | 33 | "Restaurante Chique" "Fancy Restaurant"                                                                            | Calvin Wong & Toby Jones                                         | 16 de julho de 2012     | 21 de janeiro de 2013   | —                  | 2.934                  |
| Musculoso pede a ajuda de Mordecai e Rigby para impressionar os pais de Starla no encontro no "Bistrô en Le Parque". |    | |                                                                  |                         |                         |                    |                        |
| 74 | 34 | "Diário" "Diary"                                                                                                   | Andres Salaff & Madeline Queripel                                | 23 de julho de 2012     | 28 de janeiro de 2013   | —                  | 2.630                  |
| Mordecai e Rigby acabam estragando o diário de Margarete. |    | |                                                                  |                         |                         |                    |                        |
| 75 | 35 | "O Melhor VHS do Mundo" "The Best VHS in the World"                                                                | Calvin Wong & Toby Jones                                         | 30 de julho de 2012     | 18 de fevereiro de 2013 | —                  | 2.780                  |
| Mordecai e Rigby procuram a fita de VHS para não perderem sua conta na locadora. |    | |                                                                  |                         |                         |                    |                        |
| 76 | 36 | "Sem Pegadinhas" "Prankless"                                                                                       | Benton Connor & Hilary Florido                                   | 6 de agosto de 2012     | 11 de fevereiro de 2013 | —                  | 2.933                  |
| Musculoso após machucar Pairulito com sua pegadinha promete parar com as pegadinhas. |    | |                                                                  |                         |                         |                    |                        |
| 77 | 37 | "O Urso Mortal" "Death Bear"                                                                                       | Sean Szeles & Kat Morris                                         | 13 de agosto de 2012    | 4 de fevereiro de 2013  | —                  | 2.804                  |
| Mordecai afim de provar que não é medroso vai tirar uma foto dentro da jaula do Urso Mortal. |    | |                                                                  |                         |                         |                    |                        |
| 78 | 38 | "Dados Felpudos" "Fuzzy Dice"                                                                                      | Andres Salaff & Madeline Queripel                                | 20 de agosto de 2012    | 25 de fevereiro de 2013 | —                  | 2.631                  |
| O pessoal do parque tenta dar a Pairulito um presente de aniversário. |    | |                                                                  |                         |                         |                    |                        |
| 79 | 39 | "Barato Doce" "Sugar Rush"                                                                                         | Benton Connor & Hilary Florido                                   | 27 de agosto de 2012    | 25 de fevereiro de 2013 | —                  | 2.702                  |
| Mordecai e Rigby ficam encarregados de comprar rosquinhas. |    | |                                                                  |                         |                         |                    |                        |
| 80 | 40 | "Beijo Ruim" "Bad Kiss"                                                                                            | Sean Szeles & Kat Morris                                         | 3 de setembro de 2012   | 12 de junho de 2013     | —                  | 2.172                  |
| Mordecai beija Margarete mas ela reclama de seu mal hálito. |    | |                                                                  |                         |                         |                    |                        |

### 4ª Temporada (EUA: 2012-2013; Brasil: 2013-2014): Arco Mordecai e Margaret
Apenas um Show (quarta temporada)
| # | #    | Título | Escrito por                                               | Exibição original                                                 | Código de produção | Audiência (em milhões) |
| --- | ---- | --- | --------------------------------------------------------- | ----------------------------------------------------------------- | ------------------ | ---------------------- |
| 8182 | 12   | "Saída 9B" "Exit 9B (Partes 1 & 2) (3º Especial de Apenas um Show)"                                                      | Calvin Wong, Toby Jones Andres Salaff & Madeline Queripel | 1 de outubro de 2012 28 de abril de 2013                          | 1012-0811012-082   | 3.047                  |
| Mordecai e Rigby precisam salvar o parque depois que o resto da equipe sofreu uma lavagem cerebral. |      | |                                                           |                                                                   |                    |                        |
| 83 | 3    | "O Faz Tudo" "Starter Pack"                                                                                              | Benton Connor & Hilary Florido                            | 8 de outubro de 2012 1 de abril de 2013                           | 1012-088           | 1.859                  |
| Musculoso implica com o novato Thomas. |      | |                                                           |                                                                   |                    |                        |
| 8485 | 45   | "Contos de Terror no Parque II" "Terror Tales of the Park II (Partes 1 & 2) (2º episódio de Contos de terror do parque)" | Benton Connor, Hilary Florido Sean Szeles & Kat Morris    | 15 de outubro de 2012 31 de outubro de 2013                       | 1012-0831012-084   | 3.109                  |
| O pessoal do parque vai a uma festa de Halloween, no caminho começam a contar histórias de terror: - A Dívida: O tio de Mordecai que morreu no retorno da bola de uma pista de boliche. - Excursão: Mordecai, Rigby, Eillen e Margaret querem ir a uma festa de Halloween, mas Benson e Saltitão usam o carrinho de golfe e eles vão num ônibus-festa e todos que entram envelhecem o quanto mais o ônibus avança. - Cara do Papel de Parede: Mordecai e Rigby chamam o homem para botar papel de parede na casa. |      | |                                                           |                                                                   |                    |                        |
| 86 | 6    | "Concurso de Torta" "Pie Contest"                                                                                        | Sarah Oleksyk & Hellen Jo                                 | 22 de outubro de 2012 11 de março de 2013                         | 1012-085           | 2.616                  |
| Mordecai e Rigby ficam como juízes do concurso de torta, mas a tarefa é mais difícil do que eles pensavam. |      | |                                                           |                                                                   |                    |                        |
| 87 | 7    | "O Grande Solo" "150 Piece Kit"                                                                                          | Calvin Wong & Toby Jones                                  | 29 de outubro de 2012 11 de março de 2013                         | 1012-086           | 2.112                  |
| Benson quer provar que sabe tocar o solo de 150 peças do disco "Hair to The Throne". |      | |                                                           |                                                                   |                    |                        |
| 88 | 8    | "Carequinha" "Bald Spot"                                                                                                 | Andres Salaff & Madeline Queripel                         | 12 de novembro de 2012 25 de março de 2013                        | 1012-087           | 2.608                  |
| Musculoso está ficando careca no dia do seu aniversário de 1 ano com a Starla. |      | |                                                           |                                                                   |                    |                        |
| 89 | 9    | "Noite da Rapaziada" "Guy's Night"                                                                                       | Calvin Wong & Toby Jones                                  | 19 de novembro de 2012 11 de março de 2013                        | 1012-089           | 2.459                  |
| Pairulito quer participar de um grupo chamado "A Rapaziada", mas tem que fazer um desafio para ser aceito. |      | |                                                           |                                                                   |                    |                        |
| 90 | 10   | "Uma Flexão" "One Pull Up"                                                                                               | Sarah Oleksyk & Hellen Jo                                 | 26 de novembro de 2012 15 de abril de 2013                        | 1012-090           | 2.136                  |
| Rigby precisa fazer uma flexão para manter seu emprego. |      | |                                                           |                                                                   |                    |                        |
| 9192 | 1112 | "O Especial de Natal" "The Christimas Special (Partes 1 & 2) (4º Especial de Apenas um Show) e (1º Especial de Natal)"   | Sean Szeles, Kat Morris Benton Connor & Hilary Florido    | 3 de dezembro de 2012 2 de dezembro de 2013                       | 1012-0931012-094   | 2.712                  |
| Mordecai e Rigby ajudam o Papai Noel a destruir um presente maligno. |      | |                                                           |                                                                   |                    |                        |
| 93 | 13   | "Até que Enfim é Terça-Feira" "T.G.I. Tuesday"                                                                           | Calvin Wong & Toby Jones                                  | 7 de janeiro de 2013 22 de abril de 2013                          | 1012-091           | 2.810                  |
| Margaret está cada vez mais dedicada aos estudos e suas folgas ficam cada vez mais raras, e Mordecai quer dar uma festa, mas enfrenta dificuldades em dar uma festa numa terça-feira. |      | |                                                           |                                                                   |                    |                        |
| 94 | 14   | "Correndo Atrás dos Fogos de Artifício" "Firework Run"                                                                   | Andres Salaff & Madeline Queripel                         | 14 de janeiro de 2013 29 de abril de 2013                         | 1012-092           | 2.237                  |
| Musculoso queima os fogos do Dia da Independência antes da hora e precisa arrumar novos. |      | |                                                           |                                                                   |                    |                        |
| 95 | 15   | "O Fim de Semana Comprido" "The Longest Weekend"                                                                         | Sarah Oleksyk                                             | 21 de janeiro de 2013 6 de maio de 2013                           | 1012-095           | 2.509                  |
| Depois de ver um filme, Starla se convence que ela e Musculoso precisam se separar por um fim de semana para pôr o amor dos dois à prova. |      | |                                                           |                                                                   |                    |                        |
| 96 | 16   | "Sanduíche Mortal" "Sandwich of Death"                                                                                   | Andres Salaff & Madeline Queripel                         | 28 de janeiro de 2013 13 de maio de 2013                          | 1012-097           | 2.536                  |
| Benson come o sanduíche mortal de Mordecai e Rigby da maneira errada e corre o risco de morrer. Nota: JT Quintel confirma que o Sensei é o irmão mais novo do Earl e que Benson demitiria Mordecai e Rigby antes de morrer. |      | |                                                           |                                                                   |                    |                        |
| 97 | 17   | "Será que o Ás Balthazar está Vivo?" "Ace Balthazar Lives"                                                               | Benton Connor & Hilary Florido                            | 4 de fevereiro de 2013 20 de maio de 2013                         | 1012-098           | 2.271                  |
| Mordecai e Rigby tentam reunir a banda Adrenaline. |      | |                                                           |                                                                   |                    |                        |
| 98 | 18   | "Beijo ou Fralda" "Do or Diaper"                                                                                         | Sean Szeles & Kat Morris                                  | 11 de fevereiro de 2013 28 de julho de 2013                       | 1012-099           | 2.666                  |
| Mordecai aposta com Musculoso que beijará Margaret até sexta-feira à noite: quem perder a aposta usa fralda por uma semana. |      | |                                                           |                                                                   |                    |                        |
| 99 | 19   | "Zoando" "Quips" | Sarah Oleksyk & Hellen Jo                                 | 18 de fevereiro de 2013 27 de maio de 2013                        | 1012-100           | 2.426                  |
| Saltitão traz seu irmão Zoa para a noite de jogos, mas ele não é bem recebido por fazer piadas toda hora. |      | |                                                           |                                                                   |                    |                        |
| 100 | 20   | "Homem das Cavernas (BR / PT)" "Caveman"                                                                                 | Calvin Wong & Toby Jones                                  | 25 de fevereiro de 2013 2 de setembro de 2013 13 de junho de 2015 | 1012-101           | 2.441                  |
| Mordecai e Rigby tentam adaptar um homem das cavernas ao mundo moderno. |      | |                                                           |                                                                   |                    |                        |
| 101 | 21   | "Essa Televisão é Minha (BR) Minha Querida Televisão (PT)" "That's My Television"                                        | Andres Salaff & Madeline Queripel                         | 4 de março de 2013 9 de setembro de 2013 13 de junho de 2015      | 1012-102           | 2.403                  |
| Mordecai e Rigby ajudam sua estrela favorita de TV, RGB2, a fugir de um contrato vitalício. |      | |                                                           |                                                                   |                    |                        |
| 102 | 22   | "Um Bando de Gansos Grandes" "A Bunch of Full Grown Geese (5º Especial de Apenas um Show) e (Especial do 100º episódio)" | Calvin Wong & Toby Jones                                  | 11 de março de 2013 28 de julho de 2013                           | 1012-096           | 2.575                  |
| Quando gansos aparecem no parque, Benson dá a tarefa de se livrar destes para Mordecai e Rigby. |      | |                                                           |                                                                   |                    |                        |
| 103 | 23   | "Me Engana Que Eu Não Gosto (BR) Enganas-Me Duas Vezes (PT)" "Fool Me Twice"                                             | Calvin Wong & Toby Jones                                  | 1 de abril de 2013 10 de fevereiro de 2014 5 de julho de 2015     | 1012-116           | 2.143                  |
| Mordecai e Rigby querem entrar para um game show japonês. |      | |                                                           |                                                                   |                    |                        |
| 104 | 24   | "Almoço na Limousine (BR / PT)" "Limousine Lunchtime"                                                                    | Benton Connor & Hilary Florido                            | 8 de abril de 2013 16 de setembro de 2013 14 de junho de 2015     | 1012-103           | 2.353                  |
| Mordecai e Rigby sujam a limousine de Sr. Maellard quando vão almoçar nela e tentam arrumar outra. |      | |                                                           |                                                                   |                    |                        |
| 105 | 25   | "Buscando a Margaret (BR) Ir Buscar a Margaret (PT)" "Picking Up Margaret"                                               | Sean Szeles & Kat Morris                                  | 15 de abril de 2013 23 de setembro de 2013 14 de junho de 2015    | 1012-104           | 2.264                  |
| Mordecai se oferece para dar carona a Margaret e levá-la até o aeroporto. |      | |                                                           |                                                                   |                    |                        |
| 106 | 26   | "Um Pedido Especial (BR) Rádio Arrasa (PT)" "K.I.L.I.T. Rádio"                                                           | Benton Connor & Sarah Oleksyk                             | 22 de abril de 2013 30 de setembro de 2013 20 de junho de 2015    | 1012-105           | 1.942                  |
| Musculoso faz uma música para Starla e tenta emplacá-la nas rádios. |      | |                                                           |                                                                   |                    |                        |
| 107 | 27   | "Tudo Por Um Show (BR) Carter e Briggs (PT)" "Carter and Briggs"                                                         | Calvin Wong & Toby Jones                                  | 6 de maio de 2013 7 de outubro de 2013 20 de junho de 2015        | 1012-106           | 2.116                  |
| Mordecai e Rigby entram em uma competição de giro da rosquinha para participar de seu seriado policial favorito. |      | |                                                           |                                                                   |                    |                        |
| 108 | 28   | "O Estresse do Saltitão (BR) O Stress do Skips (PT)" "Skips' Stress"                                                     | Andres Salaff & Madeline Queripel                         | 13 de maio de 2013 11 de novembro de 2013 21 de junho de 2015     | 1012-107           | 2.079                  |
| Saltitão tenta regular seus níveis de estresse. |      | |                                                           |                                                                   |                    |                        |
| 109 | 29   | "Entrando numa Fria (BR) Granizo ao Cubo (PT)" "Cool Cubed"                                                              | Benton Connor & Hilary Florido                            | 20 de maio de 2013 14 de outubro de 2013 21 de junho de 2015      | 1012-108           | 2.373                  |
| Thomas tem o cérebro quase que completamente congelado quando toma uma raspadinha ultra-gelada. |      | |                                                           |                                                                   |                    |                        |
| 110 | 30   | "Trailer Disputado (BR) Uma Rulote ao Lixo (PT)" "Trailer Trashed"                                                       | Calvin Wong & Kat Morris                                  | 27 de maio de 2013 21 de outubro de 2013 27 de junho de 2015      | 1012-109           | 2.038                  |
| O trailer de Musculoso falha na inspeção do parque. |      | |                                                           |                                                                   |                    |                        |
| 111 | 31   | "Tudo Por Um Beijo (BR) Movimentos Meteóricos (PT)" "Meteor Moves"                                                       | Benton Connor & Sarah Oleksyk                             | 10 de junho de 2013 28 de outubro de 2013 27 de junho de 2015     | 1012-110           | 2.457                  |
| Mordecai planeja beijar Margaret durante uma chuva de meteoros. |      | |                                                           |                                                                   |                    |                        |
| 112 | 32   | "Churrasco da Família (BR) Churrasco de Família (PT)" "Family BBQ"                                                       | Benton Connor & Hilary Florido                            | 17 de junho de 2013 20 de janeiro de 2014 4 de julho de 2015      | 1012-113           | 2.269                  |
| Mordecai tenta conseguir um aperto de mão do pai da Margaret, um piloto de um helicóptero chamado Águia 6 que tem fama de não receber muito bem os convidados que sua filha leva para casa. |      | |                                                           |                                                                   |                    |                        |
| 113 | 33   | "O Último Aparelho de Discolaser (BR) O Último Leitor de Laserdisc (PT)" "The Last LaserDisc Player"                     | Calvin Wong & Toby Jones                                  | 24 de junho de 2013 6 de janeiro de 2014 28 de junho de 2015      | 1012-111           | 2.249                  |
| Mordecai, Rigby, Musculoso e Fantasmão procuram um aparelho de Discolaser para assistir a um filme lendário. |      | |                                                           |                                                                   |                    |                        |
| 114 | 34   | "Clube de Campo (BR) Clube de Finórios" "Country Club"                                                                   | Andres Salaff & Madeline Queripel                         | 1 de julho de 2013 13 de janeiro de 2014 28 de junho de 2015      | 1012-112           | 2.512                  |
| Mordecai e Rigby tentam recuperar o carrinho de golfe que os ricos do "Country Club" roubaram. |      | |                                                           |                                                                   |                    |                        |
| 115 | 35   | "Confiança Cega (BR / PT)" "Blind Trust"                                                                                 | Andres Salaff & Madeline Queripel                         | 15 de julho de 2013 17 de fevereiro de 2014 11 de julho de 2015   | 1012-117           | 2.473                  |
| Benson tem que confiar em Mordecai e Rigby a levarem ele montanha abaixo. |      | |                                                           |                                                                   |                    |                        |
| 116 | 36   | "O Melhor Chefe do Mundo (BR / PT)" "World's Best Boss"                                                                  | Kat Morris & James Kim                                    | 15 de julho de 2013 27 de janeiro de 2014 4 de julho de 2015      | 1012-114           | 2.473                  |
| O pessoal do parque quer presentear Benson com uma caneca de Melhor Chefe do Mundo. |      | |                                                           |                                                                   |                    |                        |
| 117 | 37   | "Última Refeição (BR) A Última Refeição (PT)" "Last Meal"                                                                | Sarah Oleksyk & Owen Dennis                               | 22 de julho de 2013 14 de fevereiro de 2014 5 de julho de 2015    | 1012-115           | 2.552                  |
| Musculoso quer comer seus alimentos favoritos antes de fazer dieta. |      | |                                                           |                                                                   |                    |                        |
| 118 | 38   | "Os Apanhadores de Sonhos (BR) Lutador Sonâmbulo (PT)" "Sleep Fighter"                                                   | Kat Morris & James Kim                                    | 29 de julho de 2013 3 de março de 2014 12 de julho de 2015        | 1012-119           | 2.060                  |
| O pessoal ajuda Musculoso a parar de lutar enquanto dorme. |      | |                                                           |                                                                   |                    |                        |
| 119 | 39   | "Benson e Pete Festeiros (BR) O Regresso do Pete Festeiro (PT)" "Party Re-Pete"                                          | Sarah Oleksyk & Owen Dennis                               | 5 de agosto de 2013 10 de março de 2014 12 de julho de 2015       | 1012-120           | 2.881                  |
| Mordecai e Rigby devem salvar Benson de uma empresa animadora de festas. |      | |                                                           |                                                                   |                    |                        |
| 120 | 40   | "Uma Noite Muito Louca (BR) Bifa-Me Amadeus (PT)" "Steak Me Amadeus "                                                    | Benton Connor & Hilary Florido                            | 12 de agosto de 2013 24 de fevereiro de 2014 11 de julho de 2015  | 1012-118           | 2.440                  |
| Mordecai quer pedir Margaret em namoro. |      | |                                                           |                                                                   |                    |                        |

### 5ª Temporada (EUA: 2013-2014; Brasil: 2014-2016): Arco CJ
Apenas um Show (quinta temporada)
| # | #    | Título | Escrito por                                            | Exibição original                                                     | Código de produção | Audiência (em milhões) |
| --- | ---- | --- | ------------------------------------------------------ | --------------------------------------------------------------------- | ------------------ | ---------------------- |
| 121 | 1    | "Lavando a Roupa (BR) Lavandaria Saudade (PT)" "Laundry Woes" | Hilary Florido & Madeline Queripel                     | 2 de setembro de 2013 17 de março de 2014 18 de julho de 2015         | 1017-123           | 2.120                  |
| Mordecai quer entregar o suéter de Margaret em sua faculdade. |      | |                                                        |                                                                       |                    |                        |
| 122 | 2    | "Macaco de Imitação (BR) Bacano Prateado (PT)" "Silver Dude" | Sarah Oleksyk & Owen Dennis                            | 2 de setembro de 2013 14 de abril de 2014 25 de julho de 2015         | 1017-130           | 2.120                  |
| Mordecai e Rigby querem comprar um jogo de videogame e se tornam artistas de ruas mas vão ter que competir com outro cara. |      | |                                                        |                                                                       |                    |                        |
| 123 | 3    | "O Carro do Benson (BR / PT)" "Benson's Car" | Calvin Wong & Minty Lewis                              | 9 de setembro de 2013 24 de março de 2014 18 de julho de 2015         | 1017-124           | 2.009                  |
| Mordecai e Rigby tentam consertar um para-brisa quebrado no carro do Benson. |      | |                                                        |                                                                       |                    |                        |
| 124 | 4    | "O Burrito com Todas as Carnes (BR) Snack Multicarnes (PT)" "Every Meat Burritos" | Owen Dennis & Sarah Oleksyk                            | 16 de setembro de 2013 31 de março de 2014 19 de julho de 2015        | 1017-125           | 2.457                  |
| Mordecai, Rigby, Musculoso e Fantasmão querem comprar um burrito com todas as carnes mas precisarão de um carro para isso. |      | |                                                        |                                                                       |                    |                        |
| 125 | 5    | "Bagunceiro (BR) Parede Amiga (PT)" "Wall Buddy" | Calvin Wong & Minty Lewis                              | 23 de setembro de 2013 7 de abril de 2014 25 de julho de 2015         | 1017-129           | 2.117                  |
| Rigby tem que arrumar o quarto por ordens do Benson. |      | |                                                        |                                                                       |                    |                        |
| 126 | 6    | "Um Salto no Tempo (BR / PT)" "A Skips in Time" | Calvin Wong & Toby Jones                               | 30 de setembro de 2013 28 de abril de 2014 26 de setembro de 2015     | 1017-131           | 1.938                  |
| Depois da passagem de tornado, Andor vai para o tempo de Mordecai e Rigby e eles tentam mandá-lo de volta para sua época para que Saltitão não morra. |      | |                                                        |                                                                       |                    |                        |
| 127 | 7    | "Habilidades para Sobreviver (BR) Técnicas De Sobrevivência (PT)" "Survival Skills"                                                                                                   | Minty Lewis                                            | 14 de outubro de 2013 5 de maio de 2014 27 de setembro de 2015        | 1017-134           | 1.868                  |
| Mordecai e Rigby tem de comprar queijadinhas para o acampamento de Benson. |      | |                                                        |                                                                       |                    |                        |
| 128129 | 89   | "Contos de Terror no Parque III (BR)" "Terror Tales of the Park III (Partes 1 & 2) (3º Episódio de Contos de terror do parque)"                                                       | Calvin Wong, Toby Jones Benton Connor, & Andres Salaff | 21 de outubro de 2013 27 de outubro de 2014 31 de outubro de 2015     | 1017-1211017-122   | 2.293                  |
| O pessoal do parque conta histórias de terror: - Essa Cama é de Matar: Um assassino se transformou na cama que Rigby comprou. - A Vingança da Abóbora: Mordecai, Rigby, Musculoso e Fantasmão quebram algumas abóboras e acabam acordando um espantalho maligno. - O Antigo Dono: Mordecai, Musculoso, Rigby, Fantasmão e Pairulito ficam na casa depois de Benson avisar que um antigo proprietário virá na casa matar quem tiver morando lá. |      | |                                                        |                                                                       |                    |                        |
| 130 | 10   | "Calça Versátil (BR) Calcesas (PT)" "Tants" | Hilary Florido & Madeline Queripel                     | 4 de novembro de 2013 12 de maio de 2014 27 de setembro de 2015       | 1017-133           | 2.068                  |
| Mordecai e Rigby tentam recuperar o presente que Pairulito deu. |      | |                                                        |                                                                       |                    |                        |
| 131 | 11   | "De Tabela (BR) Cesto À Tabela (PT)" "Bank Shot" | Owen Dennis & Sarah Oleksyk                            | 11 de novembro de 2013 19 de maio de 2014 3 de outubro de 2015        | 1017-135           | 1.988                  |
| Rigby precisa ganhar uma aposta vencendo um adversário num torneio de basquete. |      | |                                                        |                                                                       |                    |                        |
| 132 | 12   | "O Mais Marombado (BR) Pilar de Força (PT)" "Power Tower" | Benton Connor & Andres Salaff                          | 18 de novembro de 2013 26 de maio de 2014 3 de outubro de 2015        | 1017-136           | 2.089                  |
| Musculoso tenta ganhar uma competição de ginástica. Nota: O dublador Flávio Back deixa o elenco só para dublar outros desenhos e deixa Malta Junior dublando Musculoso, mas é confirmado que dublagem do Musculoso feita pelo Malta Junior foi interino porque Flavio back voltou a dublar o Musculoso no episódio Contos de Terror do Parque III.                                                                                             |      | |                                                        |                                                                       |                    |                        |
| 133134 | 1314 | "Especial de Ação de Graças (PT) O Especial de Ação de Graças (BR)" "The Thanksgiving Special (Partes 1 & 2) (6º Especial de Apenas um Show) e (Primeiro Especial de Ação de Graças)" | Calvin Wong, Toby Jones Benton Connor, & Andres Salaff | 25 de novembro de 2013 4 de setembro de 2015 14 e 15 de março de 2016 | 1017-1261017-127   | 3.043                  |
| Mordecai e Rigby estragam o almoço de Ação de Graças e tentam consertar o almoço antes de sua família chegar. |      | |                                                        |                                                                       |                    |                        |
| 135 | 15   | "Coração de Dublê (BR) Coração de Duplo (PT)" "The Heart of a Stuntman" | Calvin Wong & Minty Lewis                              | 2 de dezembro de 2013 2 de junho de 2014 4 de outubro de 2015         | 1017-137           | 2.025                  |
| Mordecai, Rigby, Musculoso e Fantasmão participam de um treinamento para se tornarem dublê para festa de aniversário de Jimmy. |      | |                                                        |                                                                       |                    |                        |
| 136 | 16   | "Beijo de Ano Novo (BR) Beijo de Fim de Ano (PT)" "New Year's Kiss (7º Especial de Apenas um Show) e (Primeiro Especial de Ano Novo)"                                                 | Hilary Florido & Madeline Queripel                     | 31 de dezembro de 2013 1 de dezembro de 2014 19 de julho de 2015      | 1017-128           | 1.839                  |
| Depois de receber uma mensagem dele no futuro, Rigby tenta impedir que Mordecai beije uma menina no Reveillon, mas acaba fazendo com que ele beije CJ. |      | |                                                        |                                                                       |                    |                        |
| 137 | 17   | "Queimado (BR) Esquiva-te Disto (PT)" "Dodge This" | Benton Connor & Andres Salaff                          | 13 de janeiro de 2014 21 de abril de 2014 26 de setembro de 2015      | 1017-132           | 2.049                  |
| O pessoal entra em um torneio de queimado. |      | |                                                        |                                                                       |                    |                        |
| 138 | 18   | "Banheiro Portátil (BR) Casa De Banho Portátil (PT)" "Portable Toilet" | Toby Jones & Owen Dennis                               | 27 de janeiro de 2014 9 de junho de 2014 4 de outubro de 2015         | 1017-138           | 1.892                  |
| Mordecai e Rigby ficam presos dentro de um banheiro químico. |      | |                                                        |                                                                       |                    |                        |
| 139 | 19   | "O Cartão Postal (BR) O Postal (PT)" "The Postcard" | Hilary Florido & Madeline Queripel                     | 10 de fevereiro de 2014 18 de agosto de 2014 17 de outubro de 2015    | 1017-144           | 1.892                  |
| Fantasmão recebe um cartão postal de uma garota Celia que conheceu quatro anos antes. |      | |                                                        |                                                                       |                    |                        |
| 140 | 20   | "Curtindo um Barato com um Burrito (BR) Rigby no Céu com um Burrito (PT)" "Rigby in the Sky with Burrito"                                                                             | Hilary Florido & Madeline Queripel                     | 24 de fevereiro de 2014 16 de junho de 2014 10 de outubro de 2015     | 1017-139           | 1.847                  |
| Rigby promete que antes da reunião da escola pularia de um avião comendo um burrito e agora que o convite chegou ele tem 2 dias para cumprir a promessa. |      | |                                                        |                                                                       |                    |                        |
| 141 | 21   | "Jornada ao Fundo do Poço (BR) Viagem ao Fundo do Fosso da Destruição (PT)" "Journey to the Bottom of the Crash Pit"                                                                  | Benton Connor & Sarah Oleksyk                          | 3 de março de 2014 30 de junho de 2014 10 de outubro de 2015          | 1017-140           | 1.479                  |
| Mordecai, Rigby, Musculoso e Fantasmão querem jogar um último carro dentro do buraco do parque antes de tampá-lo por ordens do Benson. |      | |                                                        |                                                                       |                    |                        |
| 142 | 22   | "Poupando Tempo (BR) Poupar Tempo (PT)" "Saving Time" | Andres Salaff & Ryan Pequin                            | 10 de março de 2014 1 de setembro de 2014 18 de outubro de 2015       | 1017-146           | 1.857                  |
| Mordecai e Rigby ficam encarregados de trocar os relógios do parque no horário do verão, mas eles acham que 1 hora é pouco. |      | |                                                        |                                                                       |                    |                        |
| 143 | 23   | "Guitarra do Rock (BR) A Guitarra do Rock (PT)" "Guitar of Rock" | Andres Salaff & Ryan Pequin                            | 17 de março de 2014 23 de junho de 2014 11 de outubro de 2015         | 1017-141           | 2.048                  |
| Uma guitarra elétrica assinada por um astro de rock deve ser substituída senão Benson será demitido. |      | |                                                        |                                                                       |                    |                        |
| 144145 | 2425 | "A História do Saltitão (BR)" "Skips' Story (Partes 1 & 2) (8º Especial Apenas um Show)"                                                                                              | Calvin Wong & Minty Lewis                              | 14 de abril de 2014 8 de setembro de 2014 21 de novembro de 2015      | 1017-1471017-148   | 2.724                  |
| Saltitão conta a Mordecai e Rigby como se tornou imortal. |      | |                                                        |                                                                       |                    |                        |
| 146 | 26   | "O Retorno do Mordecai e os Rigbys (BR) O Regresso de Mordecai e os Rigbys (PT)" "Return of Mordecai and the Rigbys"                                                                  | Calvin Wong & Minty Lewis                              | 21 de abril de 2014 7 de julho de 2014 11 de outubro de 2015          | 1017-142           | 2.670                  |
| Mordecai e Rigby entram em uma competição para ganhar um ar-condicionado. |      | |                                                        |                                                                       |                    |                        |
| 147 | 27   | "Retrato Ruim (BR) Mau Retrato (PT)" "Bad Portrait" | Owen Dennis & Toby Jones                               | 28 de abril de 2014 11 de agosto de 2014 17 de outubro de 2015        | 1017-143           | 1.963                  |
| Pairulito pede a Mordecai e Rigby buscarem o quadro de Benson para a premiação de Melhor Chefe do Parque |      | |                                                        |                                                                       |                    |                        |
| 148 | 28   | "O Clip Musical (BR) Vídeo para Principiantes (PT)" "Video 101" | Benton Connor & Sarah Oleksyk                          | 5 de maio de 2014 25 de agosto de 2014 18 de outubro de 2015          | 1017-152           | 2.142                  |
| Mordecai, Rigby, CJ e Eillen fazem um vídeo de música. |      | |                                                        |                                                                       |                    |                        |
| 149 | 29   | "Gosto de Você (BR) Eu Gosto do de Ti (PT)" "I Like You Hi" | Toby Jones & Owen Dennis                               | 12 de maio de 2014 15 de setembro de 2014 24 de outubro de 2015       | 1017-148           | N/A                    |
| Mordecai é vítima da auto-correção do seu telefone quando manda uma mensagem para CJ. |      | |                                                        |                                                                       |                    |                        |
| 150 | 30   | "O Capetinha (BR) Brincar com o Fogo (PT)" "Play Date" | Hilary Florido & Madeline Queripel                     | 5 de junho de 2014 22 de setembro de 2014 24 de outubro de 2015       | 1017-149           | 2.117                  |
| Mordecai quer sair com CJ mas tem que ser babá de Thomas (Filho da Morte) novamente. |      | |                                                        |                                                                       |                    |                        |
| 151 | 31   | "Especialista ou Mentiroso (BR) Perito ou Mentiroso (PT)" "Expert or Liar" | Benton Connor & Sarah Oleksyk                          | 12 de junho de 2014 29 de setembro de 2014 25 de outubro de 2015      | 1017-150           | 1.732                  |
| Rigby é fixado como mentiroso em TV Nacional após se passar como especialista em flores e agora quer voltar ao programa para se redimir. |      | |                                                        |                                                                       |                    |                        |
| 152 | 32   | "Pegando Onda (BR) Apanhar a Onda (PT)" "Catching the Wave" | Calvin Wong & Minty Lewis                              | 19 de junho de 2014 13 de outubro de 2014 14 de novembro de 2015      | 1017-157           | 1.855                  |
| Pairulito quer aprender a surfar. |      | |                                                        |                                                                       |                    |                        |
| 153 | 33   | "Relógio de Ouro (BR / PT)" "Gold Watch" | Andres Salaff & Ryan Pequin                            | 26 de junho de 2014 6 de outubro de 2014 25 de outubro de 2015        | 1017-151           | 2.114                  |
| Benson tem que chegar na hora certa no trabalho para ganhar um relógio de ouro. |      | |                                                        |                                                                       |                    |                        |
| 154 | 34   | "Serviço de Pintura (BR) Pinturas (PT)" "Paint Job" | Toby Jones & Owen Dennis                               | 3 de julho de 2014 8 de dezembro de 2014 7 de novembro de 2015        | 1017-153           | 1.904                  |
| Mordecai e Rigby ficam encarregados de pintar a casa. |      | |                                                        |                                                                       |                    |                        |
| 155 | 35   | "Leva o Bolo (BR) Levem o Bolo (PT)" "Take the Cake" | Hilary Florido & Madeline Queripel                     | 10 de julho de 2014 20 de outubro de 2014 7 de novembro de 2015       | 1017-154           | 2.176                  |
| Mordecai e Rigby tem que entregar um bolo para a festa de aniversário do Maellard. |      | |                                                        |                                                                       |                    |                        |
| 156 | 36   | "Voltando à Ativa (BR) O Skips vai a Jogo (PT)" "Skips in the Saddle" | Benton Connor & Sarah Oleksyk                          | 17 de julho de 2014 3 de novembro de 2014 8 de novembro de 2015       | 1017-155           | 1.681                  |
| Saltitão quer começar a namorar novamente. |      | |                                                        |                                                                       |                    |                        |
| 157 | 37   | "Thomas Dá o Troco (BR) A Revolta do Thomas (PT)" "Thomas Fights Back" | Andres Salaff & Ryan Pequin                            | 24 de julho de 2014 10 de novembro de 2014 8 de novembro de 2015      | 1017-156           | 2.000                  |
| Thomas quer recuperar a estátua do fundador do parque. |      | |                                                        |                                                                       |                    |                        |
| 158 | 38   | "A Despedida de Solteiro (BR) Despedida de Solteiro! Pumba!! (PT)" "Bachelor Party! Zingo!!"                                                                                          | Toby Jones & Owen Dennis                               | 31 de julho de 2014 17 de novembro de 2014 15 de novembro de 2015     | 1017-159           | 1.893                  |
| Saltitão deve planejar a despedida de solteiro perfeita para seu primo, Zoa. |      | |                                                        |                                                                       |                    |                        |
| 159 | 39   | "Problemas com a Barraca (BR) Problemas de Tenda (PT)" "Tent Trouble" | Hilary Florido & Madeline Queripel                     | 7 de agosto de 2014 24 de novembro de 2014 15 de novembro de 2015     | 1017-160           | 1.790                  |
| Mordecai acaba destruindo acidentalmente a barraca de 200 dólares de CJ. |      | |                                                        |                                                                       |                    |                        |
| 160 | 40   | "Encontro de Verdade (BR) Encontro a Sério (PT)" "Real Date" | Calvin Wong & Minty Lewis                              | 14 de agosto de 2014 1 de dezembro de 2014 14 de novembro de 2015     | 1017-158           | 1.849                  |
| Após perceberem que ainda não tiveram um verdadeiro encontro romântico, Mordecai e CJ tentam consertar isso. |      | |                                                        |                                                                       |                    |                        |

### 6ª Temporada (EUA: 2014-2015; Brasil: 2015): Arco Casamento do Musculoso
| # | #    | Título | Escrito por                                          | Exibição original                                                    | Código de produção | Audiência (em milhões) |
| --- | ---- | --- | ---------------------------------------------------- | -------------------------------------------------------------------- | ------------------ | ---------------------- |
| 161 | 1    | "Curtindo e Relaxando (BR) Relaxa que Encaixa (PT)" "Maxin' and Relaxin'" | Calvin Wong e Ryan Pequin                            | 9 de outubro de 2014 2 de março de 2015 5 de dezembro de 2015        | 1029-163           | 2.19                   |
| Mordecai leva CJ para conhecer seus pais. |      | |                                                      |                                                                      |                    |                        |
| 162 | 2    | "Novo Mano no Pedaço (BR) Um Mano Novo na Escola (PT)" "New Bro on Campus" | Benton Connor e Madeline Queripel                    | 16 de outubro de 2014 9 de março de 2015 5 de dezembro de 2015       | 1029-164           | 2.24                   |
| Musculoso conta como conheceu Fantasmão. |      | |                                                      |                                                                      |                    |                        |
| 163 | 3    | "Problemas com o Pai (BR) Problemas Paternos (PT)" "Daddy Issues" | Benton Connor e Sarah Oleksyk                        | 23 de outubro de 2014 16 de março de 2015 6 de dezembro de 2015      | 1029-165           | 1.71                   |
| CJ tenta ganhar um torneio de mini-golfe. |      | |                                                      |                                                                      |                    |                        |
| 164165 | 45   | "Contos de Terror no Parque IV (BR)" "Terror Tales of the Park IV (Partes 1 & 2) (4º episódio de Contos de terror do parque)"                                                       | Toby Jones, Owen Dennis, Sarah Oleksyk e Minty Lewis | 29 de outubro de 2014 26 de outubro de 2015                          | 1029-1611029-162   | 1.74                   |
| Os trabalhadores do parque tentam manter Musculoso acordado, dizendo-lhe histórias assustadoras no carro enquanto ele dirige para visitar sua mãe. - O Buraco: Pairulito deve ser sacrificado. - Negócio Fechado: Depois de Mordecai e Rigby morrerem, Benson tenta fazer com que parem de assombrar a casa. - Noite Sinistra de Filme de Terror: Mordecai, Rigby, Eileen e CJ ficam presos dentro de um filme. |      | |                                                      |                                                                      |                    |                        |
| 166 | 6    | "O Fim do Musculoso (BR / PT)" "The End of Muscle Man" | Minty Lewis e Sarah Oleksyk                          | 30 de outubro de 2014 30 de março de 2015 13 de dezembro de 2015     | 1029-167           | 1.38                   |
| Os trabalhadores do parque ajudam Musculoso a terminar os itens de sua lista. |      | |                                                      |                                                                      |                    |                        |
| 167 | 7    | "Burro de Carga (BR) Levanta com as Costas (PT)" "Lift with Your Back" | Owen Dennis e Toby Jones                             | 6 de novembro de 2014 23 de março de 2015 6 de dezembro de 2015      | 1029-166           | 1.71                   |
| Sentindo-se desrespeitado por seus colegas de trabalho, Rigby encerra seu trabalho no parque. |      | |                                                      |                                                                      |                    |                        |
| 168 | 8    | "A Tela Plana da Eileen (BR) Eileen Ecrã Plasma (PT)" "Eileen Flat Screen" | Minty Lewis e Sarah Oleksyk                          | 13 de novembro de 2014 13 de abril de 2015 20 de dezembro de 2015    | 1029-172           | 1.60                   |
| Rigby ajuda Eileen a configurar sua TV de tela plana. |      | |                                                      |                                                                      |                    |                        |
| 169170 | 910  | "O Verdadeiro Thomas: Um Estagiário Especial (PT/BR)" "The Real Thomas: An Intern Special (Partes 1 & 2) (9º Especial de Apenas um Show)"                                           | Calvin Wong e Ryan Pequin                            | 20 de novembro de 2014 4 de dezembro de 2015 12 de dezembro de 2015  | 1017-1691017-170   | 1.71                   |
| Rigby começa a suspeitar de Thomas. |      | |                                                      |                                                                      |                    |                        |
| 171 | 11   | "A Brincadeira do Elefante Branco (BR) A Troca de Presentes do Amigo Oculto (PT)" "The White Elephant Gift Exchange (10º Especial de Apenas um Show) e (Segundo Especial de Natal)" | Benton Connor e Madeline Queripel                    | 04 de dezembro de 2014 14 de dezembro de 2015 19 de dezembro de 2015 | 1029-168           | 2.12                   |
| Os caras do parque decidem se vingar do Musculoso por arruinar a troca de presentes do elefante branco com suas pegadinhas de presentes maldosos. |      | |                                                      |                                                                      |                    |                        |
| 172 | 12   | "Feliz Natal, Mordecai! (BR / PT)" "Merry Christmas Mordecai (11º Especial de Apenas um Show) e (Terceiro Especial de Natal)"                                                       | Benton Connor e Madeline Queripel                    | 4 de dezembro de 2014 21 de dezembro de 2015 19 de dezembro de 2015  | 1029-173           | 2.12                   |
| Mordecai fica muito nervoso quando descobre que Margaret voltou e estará na festa de natal da Eileen que ele pretendia ir com a CJ. |      | |                                                      |                                                                      |                    |                        |
| 173 | 13   | "O Saxofonista Triste (BR) Saxofone Triste" "Sad Sax" | Ryan Pequin                                          | 8 de janeiro de 2015 27 de abril de 2015 26 de dezembro de 2015      | 1029-175           | 1.85                   |
| Mordecai quer consertar o erro que fez na festa de natal se desculpando com CJ. |      | |                                                      |                                                                      |                    |                        |
| 174 | 14   | "Almoço dos Gerentes de Parque (BR / PT)" "Park Managers' Lunch" | Toby Jones e Owen Dennis                             | 15 de janeiro de 2015 6 de abril de 2015 13 de dezembro de 2015      | 1029-171           | 1.84                   |
| Benson é convidado para um almoço com Gene do parque rival mas o pessoal se preocupa com a possibilidade de ser uma pegadinha. |      | |                                                      |                                                                      |                    |                        |
| 175 | 15   | "Um Sonho Muito Doido (BR) Mordecai e Rigby na Austrália (PT)" "Mordecai and Rigby Down Under"                                                                                      | Calvin Wong e Casey Crowe                            | 22 de janeiro de 2015 20 de abril de 2015 20 de dezembro de 2015     | 1029-174           | 1.88                   |
| Depois de dormirem dentro de uma caixa, Mordecai e Rigby são enviados ao Outback australiano precisam pegar um avião para voltar. |      | |                                                      |                                                                      |                    |                        |
| 176 | 16   | "Casados e Duros (BR) Casados e Falidos" "Married and Broke" | Toby Jones e Owen Dennis                             | 29 de janeiro de 2015 4 de maio de 2015 26 de dezembro de 2015       | 1029-176           | 1.80                   |
| Musculoso e Starla precisam arrumar dinheiro para se casar. |      | |                                                      |                                                                      |                    |                        |
| 177 | 17   | "Eu Vejo Tartarugas (BR)" "I See Turtles" | Benton Connor e Madeline Queripel                    | 5 de fevereiro de 2015 18 de maio de 2015 4 de junho de 2016         | 1029-178           | 1.72                   |
| Eileen e os outros assistem as pequenas Tartarugas Marinhas indo para o oceano. |      | |                                                      |                                                                      |                    |                        |
| 178 | 18   | "Guerra dos Formatos II (BR)" "Format Wars II" | Calvin Wong e Casey Crowe                            | 12 de fevereiro de 2015 25 de maio de 2015 4 de junho de 2016        | 1029-179           | 1.67                   |
| Os guardiões do Discolaser devem pôr fim à guerra de formatos. |      | |                                                      |                                                                      |                    |                        |
| 179 | 19   | "Concurso de Canções de Aniversário" "Happy Birthday Song Contest" | Minty Lewis e Sarah Oleksyk                          | 19 de fevereiro de 2015 11 de maio de 2015 5 de junho de 2016        | 1029-177           | 2.08                   |
| Mordecai e Rigby querem ganhar uma competição de melhor música de Feliz Aniversário. |      | |                                                      |                                                                      |                    |                        |
| 180 | 20   | "O Terno do Benson (BR)" "Benson's Suit" | Ryan Pequin                                          | 26 de fevereiro de 2015 1 de junho de 2015 5 de junho de 2016        | 1029-180           | 1.86                   |
| Benson quer se sentir melhor consigo mesmo. |      | |                                                      |                                                                      |                    |                        |
| 181 | 21   | "Fãs de Vídeo Games nunca Desistem (BR)" "Gamers Never Say Die" | Toby Jones e Owen Dennis                             | 5 de março de 2015 8 de junho de 2015 11 de junho de 2016            | 1029-181           | 1.73                   |
| Mordecai e Rigby querem um jogo raro de video game. |      | |                                                      |                                                                      |                    |                        |
| 182 | 22   | "Festa do Milésimo Voo do Águia 6 (BR)" "1000th Chopper Flight Party" | Minty Lewis                                          | 12 de março de 2015 15 de junho de 2015 11 de junho de 2016          | 1029-182           | 1.66                   |
| Mordecai desajeitadamente comparece a uma festa na casa do pai de Margaret, na esperança de conseguir um pedaço de bolo para CJ. |      | |                                                      |                                                                      |                    |                        |
| 183 | 23   | "Cavalo Festeiro (BR)" "Party Horse" | Benton Connor e Madeline Queripel                    | 19 de março de 2015 22 de junho de 2015 12 de junho de 2016          | 1029-183           | 1.49                   |
| Os caras estão determinados a ajudar o Cavalo Festeiro a passar em seu teste de história dos Estados Unidos. |      | |                                                      |                                                                      |                    |                        |
| 184 | 24   | "Homens de Uniforme (BR)" "Men in Uniform" | Benton Connor e Madeline Queripel                    | 26 de março de 2015 29 de junho de 2015 12 de junho de 2016          | 1029-184           | 1.95                   |
| Os caras querem manter o parque aberto para os negócios. |      | |                                                      |                                                                      |                    |                        |
| 185 | 25   | "A Porta da Garagem (BR)" "Garage Door" | Benton Connor e Madeline Queripel                    | 2 de abril de 2015 30 de novembro de 2015 18 de junho de 2016        | 1017-188           | 1.63                   |
| O pessoal deve sair para comprar uma nova porta de garagem após Pairulito ter estragado a porta antiga. |      | |                                                      |                                                                      |                    |                        |
| 186187 | 2627 | "Uma Missão Especial para o Interpato (BR)" "Brilliant Century Duck Crisis Special (Partes 1 & 2) (12º Especial de Apenas um Show)"                                                 | Toby Jones e Owen Dennis                             | 9 de abril de 2015 3 de novembro de 2015 18 de junho de 2016         | 1017-1901017-192   | 1.99                   |
| Os caras entram numa batalha épica contra uma empresa de brinquedos, e alguns inimigos familiares. |      | |                                                      |                                                                      |                    |                        |
| 188 | 28   | "Encontro de Casais Nada Legal (BR)" "Not Great Double Date" | Toby Jones e Owen Dennis                             | 22 de junho de 2015 5 de outubro de 2015 19 de junho de 2016         | 1017-186           | 1.66                   |
| Após os acontecimentos de "Festa do Milésimo Voo do Águia 6" e "Feliz Natal, Mordecai" CJ quer perdoar Mordecai e convida Margaret para um encontro de casais com o namorado. |      | |                                                      |                                                                      |                    |                        |
| 189 | 29   | "Salvando um Amigo (BR)" "Death Kwon Do-Livery" | Calvin Wong e Casey Crowe                            | 23 de junho de 2015 19 de outubro de 2015 19 de junho de 2016        | 1017-189           | 1.70                   |
| Quando a vida do Sensei do Kwon Do Mortal está ameaçada, Mordecai e Rigby querem ajudar a salvá-lo. |      | |                                                      |                                                                      |                    |                        |
| 190 | 30   | "Hora do Almoço (BR)" "Lunch Break" | Minty Lewis e Ryan Pequin                            | 24 de junho de 2015 2 de novembro de 2015 25 de junho de 2016        | 1017-191           | 1.60                   |
| Mordecai e Rigby tem que terminar um almoço especial até o final do dia, ou eles serão demitidos. |      | |                                                      |                                                                      |                    |                        |
| 191 | 31   | "Largada no Altar (BR)" "Dumped at the Altar" | Minty Lewis e Ryan Pequin                            | 25 de junho de 2015 12 de outubro de 2015 25 de junho de 2016        | 1017-187           | 1.59                   |
| O grupo ajuda Musculoso a se casar com Starla enquanto Mordecai mais uma vez se atrapalha em suas tentativas de dizer a CJ como ele realmente se sente sobre ela. Nota: a produção desta temporada foi afetada devido á produção do filme. |      | |                                                      |                                                                      |                    |                        |

### 7ª Temporada (EUA: 2015-2016; Brasil: 2015-2017): Arco Redoma e Formatura do Rigby
| # | #    | Título | Escrito por                                        | Exibição EUA           | Exibição Brasil         | Exibição Portugal | Código de produção | Audiência (em milhões) |
| --- | ---- | --- | -------------------------------------------------- | ---------------------- | ----------------------- | ----------------- | ------------------ | ---------------------- |
| 192 | 1    | "Tocolândia (BR) Tampópolis Estados Unidos (PT)" "Dumptown U.S.A."                                                                                             | Benton Connor e Sam Spina                          | 26 de junho de 2015    | 9 de novembro de 2015   | 1017-195          | 1.29               |                        |
| Após os acontecimentos de "Largada no Altar", Rigby deve ir encontrar Mordecai em um lugar chamado Tocolândia, ou então Benson irá despedir Mordecai. |      | |                                                    |                        |                         |                   |                    |                        |
| 193 | 2    | "O Prêmio dos Parques (BR) Os Prémios Parkie (PT)" "The Parkie Awards"                                                                                         | Madeline Queripel e Alex Cline                     | 6 de agosto de 2015    | 16 de novembro de 2015  | 1017-196          | 1.60               |                        |
| Quando Benson não ganha o prêmio de Gerente de Parque do Ano, a turma tenta fazê-lo se sentir melhor. |      | |                                                    |                        |                         |                   |                    |                        |
| 194 | 3    | "O Clube do Almoço (BR) / (PT)" "The Lunch Club" | Calvin Wong e Casey Crowe                          | 13 de agosto de 2015   | 23 de novembro de 2015  | 1017-197          | 1.55               |                        |
| Quando Rigby arruína o almoço chique de Maellard, então ele ou Benson terão de escrever uma carta de demissão. |      | |                                                    |                        |                         |                   |                    |                        |
| 195 | 4    | "Lendas do Jornal Local (BR) Lendas das Notícias Locais (PT)" "Local News Legend"                                                                              | Madeline Queripel e Alex Cline                     | 20 de agosto de 2015   | 4 de janeiro de 2016    | 1017-200          | 1.49               |                        |
| Margarete tenta hospedar um segmento semanal no noticiário noturno local. |      | |                                                    |                        |                         |                   |                    |                        |
| 196197 | 56   | "Especial da Experiência da Redoma (BR) / (PT)" "The Dome Experiment Special (Partes 1 & 2) (13º Especial de Apenas um Show)"                                  | Toby Jones, Owen Dennis, Minty Lewis e Ryan Pequin | 27 de agosto de 2015   | 20 de março de 2016     | 1017-1981017-199  | 1.60               |                        |
| Benson está determinado a provar que estava certo sobre a data do "Experimento Cúpula". |      | |                                                    |                        |                         |                   |                    |                        |
| 198 | 7    | "Presente de Aniversário (BR) Prenda de Anos (PT)" "Birthday Gift"                                                                                             | Benton Connor e Sam Spina                          | 3 de setembro de 2015  | 11 de janeiro de 2016   | 1017-201          | 1.43               |                        |
| Mordecai fica chateado com Rigby quando ele não lhe dá um presente de aniversário. |      | |                                                    |                        |                         |                   |                    |                        |
| 199 | 8    | "Vídeos de Gato (BR) / (PT)" "Cat Videos" | Calvin Wong e Casey Crowe                          | 10 de setembro de 2015 | 18 de janeiro de 2016   | 1017-202          | 1.31               |                        |
| Mordecai e Rigby devem impedir o Benson de assistir vídeos de gatos. |      | |                                                    |                        |                         |                   |                    |                        |
| 200 | 9    | "Atingidos por um Raio (BR) / (PT)" "Struck by Lightning" | Toby Jones e Owen Dennis                           | 17 de setembro de 2015 | 25 de janeiro de 2016   | 1017-203          | 1.39               |                        |
| Musculoso e Fantasmão são atingidos por um raio e sofrem uma perda de memória diferente. |      | |                                                    |                        |                         |                   |                    |                        |
| 201202 | 1011 | "Contos de Terror no Parque V (BR) / (PT)" "Terror Tales of the Park V (Partes 1 & 2) (5º episódio de Contos de terror do parque)"                             | Toby Jones, Owen Dennis, Ryan Pequin e Minty Lewis | 29 de outubro de 2015  | 28 de outubro de 2016   | 1017-1931017-194  | 1.31               |                        |
| Benson tenta apimentar a festa anual de Halloween do parque por alugar uma máquina de realizar desejos. - Sr.Chefão: Benson compra uma boneca de TV para que ele faça Mordecai e Rigby trabalharem. - Pairusomen: Pairulito e os trabalhadores do parque estao em um julgamento com um lobisomem - Subindo: Fantasmão fica preso em um elevador durante a visita Celia - Chocolatinho: Mordecai e Rigby são levados em casa de uma bruxa e descobrem um grande segredo. |      | |                                                    |                        |                         |                   |                    |                        |
| 203 | 12   | "O Retorno do Cavalo Festeiro (BR) O Regresso do Cavalo Borgas (PT)" "The Return of Party Horse"                                                               | Minty Lewis e Ryan Pequin                          | 9 de novembro de 2015  | 1 de fevereiro de 2016  | 1017-204          | 1.03               |                        |
| Mordecai e Rigby ajudam o Cavalo Festeiro a reatar o seu namoro. |      | |                                                    |                        |                         |                   |                    |                        |
| 204 | 13   | "Virando a Noite (BR) O Ciclo do Sono (PT)" "Sleep Cycle" | Madeline Queripel e Alex Cline                     | 10 de novembro de 2015 | 8 de fevereiro de 2016  | 1017-205          | 1.32               |                        |
| Mordecai e Rigby assistem a filmes por duas noites seguidas, prejudicando seus ciclos de sono. |      | |                                                    |                        |                         |                   |                    |                        |
| 205 | 14   | "Só Amigos (BR) / (PT)" "Just Friends" | Calvin Wong e Casey Crowe                          | 11 de novembro de 2015 | 15 de fevereiro de 2016 | 1017-206          | 1.26               |                        |
| Rigby e Eileen são chamados para a cerimônia de entrega de faixa preta do Don, deixando Mordecai e Margaret sozinhos. |      | |                                                    |                        |                         |                   |                    |                        |
| 206 | 15   | "O Porco do Benson (BR) / (PT)" "Benson's Pig" | Benton Connor e Sam Spina                          | 12 de novembro de 2015 | 22 de fevereiro de 2016 | 1017-207          | 1.16               |                        |
| Mordecai e Rigby têm que levar o novo porquinho de estimação do Benson de volta para a casa dele. |      | |                                                    |                        |                         |                   |                    |                        |
| 207 | 16   | "O Plano Eileen (BR) / (PT)" "The Eileen Plan" | Minty Lewis e Ryan Pequin                          | 13 de novembro de 2015 | 5 de março de 2016      | 1017-209          | 1.13               |                        |
| Rigby volta para a escola para estudar pedras, mas não quer que a Eileen saiba. |      | |                                                    |                        |                         |                   |                    |                        |
| 208 | 17   | "Olá China (BR) / (PT)" "Hello China" | Toby Jones e Owen Dennis                           | 30 de novembro de 2015 | 7 de março de 2016      | 1017-208          | 1.25               |                        |
| A fim de obter créditos do ensino médio, Rigby tem que passar uma aula de língua estrangeira ensinada por Benson na China. |      | |                                                    |                        |                         |                   |                    |                        |
| 209 | 18   | "Plano Muito Louco (BR) Um Plano Falso Louco (PT)" "Crazy Fake Plan"                                                                                           | Madeline Queripel e Alex Cline                     | 1 de dezembro de 2015  | 14 de março de 2016     | 1017-211          | 1.25               |                        |
| Rigby quer surpreender Eileen pela primeira vez. |      | |                                                    |                        |                         |                   |                    |                        |
| 210 | 19   | "Ganhe o Prêmio (BR) Ganha esse Prémio (PT)" "Win That Prize"                                                                                                  | Calvin Wong e Casey Crowe                          | 2 de dezembro de 2015  | 4 de julho de 2016      | 1017-212          | 1.16               |                        |
| Pairulito e a turma tentam vencer um game show. |      | |                                                    |                        |                         |                   |                    |                        |
| 211 | 20   | "Esquibunda (BR) Esquiar na Neve (PT)" "Snow Tubing" | Benton Connor e Sam Spina                          | 3 de dezembro de 2015  | 21 de março de 2016     | 1017-210          | 1.18               |                        |
| Eileen, Rigby, Mordecai e Margaret vão em uma viagem tubo de neve, enquanto Eileen tenta controlar seu medo. |      | |                                                    |                        |                         |                   |                    |                        |
| 212 | 21   | "Duelo Picante (BR) / (PT)" "Chili Cook Off" | Toby Jones e Owen Dennis                           | 5 de março de 2016     | 11 de julho de 2016     | 1017-213          | 1.08               |                        |
| Benson quer obter alguma credibilidade nas ruas com a Associação de Gerentes Park 'e ganhar o grande Chili Cook-off. |      | |                                                    |                        |                         |                   |                    |                        |
| 213 | 22   | "Feriado na Fábrica de Rosquinhas (BR) Feriado na Fábrica dos Donuts (PT)" "Donut Factory Holiday"                                                             | Ryan Pequin e Nathan Bulmer                        | 12 de março de 2016    | 18 de julho de 2016     | 1017-214          | 1.02               |                        |
| Os caras tentam retornar a um filme antes de começar a batida com uma taxa de atraso, mas a fita fica presa no VCR. |      | |                                                    |                        |                         |                   |                    |                        |
| 214 | 23   | "A Volta de Jablonsk (BR) / (PT)" "Gymblonski" | Benton Connor e Sam Spina                          | 19 de março de 2016    | 25 de julho de 2016     | 1017-215          | 1.17               |                        |
| Rigby só precisa passar em educação física para ganhar seu diploma do ensino médio, mas a volta de um antigo "colega" pode atrapalhar seu semestre. |      | |                                                    |                        |                         |                   |                    |                        |
| 215 | 24   | "A Noite da Rapaziada 2 (BR) / (PT)" "Guys Night 2" | Madeline Queripel e Alex Cline                     | 26 de março de 2016    | 1 de agosto de 2016     | 1017-216          | 1.00               |                        |
| Os rapazes querem dar uma noite da rapaziada épica ao Thomas antes dele se esconder para sempre. |      | |                                                    |                        |                         |                   |                    |                        |
| 216 | 25   | "O Sintetizador do Gary (BR) / (PT)" "Gary's Synthesizer" | Owen Dennis e Casey Crowe                          | 2 de abril de 2016     | 4 de agosto de 2016     | 1017-217          | 1.00               |                        |
| Mordecai e Rigby bagunçam o sintetizador do Gary. |      | |                                                    |                        |                         |                   |                    |                        |
| 217 | 26   | "O Rei da Califórnia (BR) Rei da Califórnia (PT)" "Califórnia King"                                                                                            | Ryan Pequin                                        | 9 de abril de 2016     | 22 de agosto de 2016    | 1017-219          | 1.10               |                        |
| Após Rigby ganhar uma cama king-size, ele se livra de seu trampolim. |      | |                                                    |                        |                         |                   |                    |                        |
| 218 | 27   | "Irmãos de Baia (BR) Irmãos do Cubo (PT)" "Cube Bros" | Benton Connor e Sam Spina                          | 16 de abril de 2016    | 29 de agosto de 2016    | 1017-220          | 0.79               |                        |
| Musculoso consegue um emprego em um escritório corporativo. |      | |                                                    |                        |                         |                   |                    |                        |
| 219 | 28   | "O Pacote do Maellard (BR) A Bagagem do Maellard (PT)" "Maellard's Package"                                                                                    | Madeline Queripel e Alex Cline                     | 23 de abril de 2016    | 5 de setembro de 2016   | 1017-221          | 0.94               |                        |
| O duo espera por uma entrega na mansão de Maellard. |      | |                                                    |                        |                         |                   |                    |                        |
| 220 | 29   | "Rigby Vai ao Baile de Formatura (BR) O Rigby Vai ao Baile de Formatura (PT)" "Rigby Goes to the Prom"                                                         | Toby Jones e Owen Dennis                           | 5 de maio de 2016      | 15 de agosto de 2016    | 1017-218          | 1.02               |                        |
| Rigby deve pedir emprestado o carro de seu pai e devolvê-la despercebida para que ele conduza Eileen para o baile. |      | |                                                    |                        |                         |                   |                    |                        |
| 221 | 30   | "O Botão (BR) / (PT)" "The Button" | Toby Jones e Owen Dennis                           | 12 de maio de 2016     | 12 de setembro de 2016  | 1017-223          | 1.40               |                        |
| Os caras proteger um grande botão vermelho. |      | |                                                    |                        |                         |                   |                    |                        |
| 222 | 31   | "Camiseta Favorita (BR) Camisola Favorita (PT)" "Favorite Shirt"                                                                                               | Ryan Pequin                                        | 19 de maio de 2016     | 19 de setembro de 2016  | 1017-224          | 1.17               |                        |
| Os caras acidentalmente destroem a camisa favorita do Musculoso. |      | |                                                    |                        |                         |                   |                    |                        |
| 223 | 32   | "Marvolo, O Mago (BR) Marvolo, O Feiticeiro(PT)" "Marvolo the Wizard"                                                                                          | Benton Connor e Sam Spina                          | 26 de maio de 2016     | 26 de setembro de 2016  | 1035-225          | 1.35               |                        |
| Pairulito pensa que ele é um bruxo preso em tempos medievais, e ele quer voltar para casa. |      | |                                                    |                        |                         |                   |                    |                        |
| 224 | 33   | "O Planeta Favorito do Pairulito (BR) O Planeta Favorito do Pops (PT)" "Pops' Favourite Planet"                                                                | Madeline Queripel e Alex Cline                     | 2 de junho de 2016     | 14 de fevereiro de 2017 | 1035-226          | 1.25               |                        |
| Pops quer ver seu planeta favorito quando os caras dormir fora. |      | |                                                    |                        |                         |                   |                    |                        |
| 225 | 34   | "Pam Sou Eu(BR) / (PT)" "Pam I Am" | Casey Crowe e Gideon Chase                         | 2 de junho de 2016     | 6 de fevereiro de 2017  | 1035-227          | 1.25               |                        |
| Benson tem uma queda por uma das cientistas do Domo, e ele quer levar um balde de asas de frango para ela. |      | |                                                    |                        |                         |                   |                    |                        |
| 226 | 35   | "Confinamento Falho (BR) Trancados (PT)" "Lame Lockdown" | Benton Connor e Sam Spina                          | 9 de junho de 2016     | 20 de fevereiro de 2017 | 1035-230          | 1.02               |                        |
| Lager coloca Mordecai e Rigby em um bloqueio de 24 horas dentro da Redoma, mas eles querem fugir para ver uma de suas bandas favoritas. |      | |                                                    |                        |                         |                   |                    |                        |
| 227 | 36   | "Apenas Membros VIP (BR) Só Membros VIP (PT)" "VIP Members Only"                                                                                               | Madeline Queripel e Alex Cline                     | 16 de junho de 2016    | 27 de fevereiro de 2017 | 1035-231          | 0.98               |                        |
| Mordecai, Rigby, Musculoso, e Fantasmão querem ser membros VIP no Cheeser. |      | |                                                    |                        |                         |                   |                    |                        |
| 228 | 37   | "As Chaves (BR) As Chaves do Benson (PT)" "Deez Keys" | Calvin Wong e Gideon Chase                         | 23 de junho de 2016    | 13 de março de 2017     | 1035-232          | 1.18               |                        |
| A busca de chaves do carro do Benson leva os caras para fazer um acordo com os cientistas. |      | |                                                    |                        |                         |                   |                    |                        |
| 229230 | 3839 | "Especial da Formatura do Rigby(BR) O Especial Dia da Graduação do Rigby(PT)" "Rigby's Graduation Day Special (Partes 1 & 2) (14º Especial de Apenas um Show)" | Toby Jones, Owen Dennis, Ryan Pequin e Owen Dennis | 30 de junho de 2016    | 13 de fevereiro de 2017 | 1035-228          | 1.10               |                        |
| Rigby deve escrever um discurso para sua formatura no colégio mas coisas inesperadas acontecem. |      | |                                                    |                        |                         |                   |                    |                        |

### 8ª Temporada: Apenas um Show No Espaço (EUA: 2016-2017; Brasil: 2017): Arco Aventuras no Espaço e Pairulito contra Anti-Pairulito
| # | #    | Título | Escrito por | Exibição EUA           | Exibição Brasil         | Exibição Portugal | Código de produção                 | Audiência (em milhões) |
| --- | ---- | --- | --- | ---------------------- | ----------------------- | ----------------- | ---------------------------------- | ---------------------- |
| 231 | 1    | "Um Dia Espacial de Cada Vez (BR) / (PT)" "One Space Day at a Time" | Owen Dennis e Sean Glaze | 26 de setembro de 2016 | 13 de fevereiro de 2017 | 1043-234          | 1.14                               |                        |
| Eles estão no espaço e enquanto tentam voltar para casa terão que aprender a conviver com a situação. |      | | |                        |                         |                   |                                    |                        |
| 232 | 2    | "Robôs Maneiros (BR) Laços Robóticos (PT)" "Cool Bro Bots" | Benton Connor e Sam Spina | 26 de setembro de 2016 | 14 de fevereiro de 2017 | 1043-235          | 1.14                               |                        |
| Os trabalhadores do parque têm um confronto com robôs, embora Mordecai e Rigby ficam em dúvida sobre confiar neles. |      | | |                        |                         |                   |                                    |                        |
| 233 | 3    | "Bem-Vindos Ao Espaço (BR) / (PT)" "Welcome to Space" | Madeline Queripel e Alex Cline | 27 de setembro de 2016 | 15 de fevereiro de 2017 | 1043-236          | 0.96                               |                        |
| Benson não concorda com o que está acontecendo e quer voltar para a Terra. |      | | |                        |                         |                   |                                    |                        |
| 234 | 4    | "Créditos Espaciais (BR) / (PT)" "Space Creds" | Casey Crowe e Gideon Chase | 27 de setembro de 2016 | 16 de fevereiro de 2017 | 1043-237          | 0.96                               |                        |
| Mordecai e Rigby querem tênis Espaciais. |      | | |                        |                         |                   |                                    |                        |
| 235 | 5    | "Achados e Perdidos (BR) Perdidos e Achados (PT)" "Lost and Found" | Minty Lewis e Ryan Pequin | 28 de setembro de 2016 | 20 de fevereiro de 2017 | 1043-239          | 0.96                               |                        |
| Mordecai, Rigby, Sally Palito de Dentes e Robô Verde vão atrás da carteira do Tiro Certo no Planeta Louvadeus. |      | | |                        |                         |                   |                                    |                        |
| 236 | 6    | "Pegadinha Espacial (BR) Luas Feias (PT)" "Ugly Moons" | Benton Connor e Sam Spina | 29 de setembro de 2016 | 21 de fevereiro de 2017 | 1043-240          | 0.98                               |                        |
| O Coronel Rawls precisa que Musculoso faça uma pegadinha em seu rival, então Musculoso recruta seus amigos para ajudá-lo. |      | | |                        |                         |                   |                                    |                        |
| 237 | 7    | "O Guerreiro dos Sonhos (BR) O Guerreiro de Sonho (PT)" "The Dream Warrior" | Madeline Queripel e Alex Cline | 30 de setembro de 2016 | 22 de fevereiro de 2017 | 1043-241          | 1.09                               |                        |
| Os caras tentam ajudar Pairulito a superar seus misteriosos pesadelos. Nota: Este episódio marca a primeira aparição do Anti-Pairulito (Também conhecido como Mallum-Kranus). |      | | |                        |                         |                   |                                    |                        |
| 238 | 8    | "Cérebro Diabólico(BR) O Cérebro do Mal (PT)" "The Brain of Evil" | Owen Dennis e Sean Glaze | 3 de outubro de 2016   | 17 de fevereiro de 2017 | 1043-238          | 0.82                               |                        |
| Mordecai e Rigby acidentalmente liberam um cérebro maligno. |      | | |                        |                         |                   |                                    |                        |
| 239 | 9    | "Noite das Fritas (BR) Noite de Batatas Fritas (PT)" "Fries Night" | Casey Crowe e Gideon Chase | 4 de outubro de 2016   | 23 de fevereiro de 2017 | 1043-242          | 0.95                               |                        |
| Benson Quer Batatas Fritas para não ficar deprimido. |      | | |                        |                         |                   |                                    |                        |
| 240 | 10   | "Pinheirinho Espacial (BR) McÁrvoreEspacial do Espaço (PT)" "Space McSpaceTree" | Benton Connor e Sam Spina | 5 de outubro de 2016   | 24 de fevereiro de 2017 | 1043-243          | 1.04                               |                        |
| Rigby tem que passar em um teste de segurança. |      | | |                        |                         |                   |                                    |                        |
| 241 | 11   | "Pode me Ouvido Agora? (BR) Consegues me Ouvido? (PT)" "Can You Ear Me Now?" | Madeline Queripel and Alex Cline | 6 de outubro de 2016   | 3 de julho de 2017      | 1043-246          | 0.92                               |                        |
| Mordecai e Rigby são julgados por um incidente. |      | | |                        |                         |                   |                                    |                        |
| 242 | 12   | "Presos no Elevador (BR) Presos num Elevador (PT)" "Stuck in an Elevator" | Casey Crowe e Gideon Chase | 7 de outubro de 2016   | 4 de julho de 2017      | 1043-247          | 0.95                               |                        |
| Mordecai e Rigby querem ver um show de Rock'N Roll mas acaba acontecendo um imprevisto. |      | | |                        |                         |                   |                                    |                        |
| 243 | 13   | "A Corrida Espacial (BR) A Corrida do Espaço (PT)" "The Space Race" | Owen Dennis e Sean Glaze | 10 de outubro de 2016  | 5 de julho de 2017      | 1043-248          | 0.93                               |                        |
| Mordecai e Rigby vão representar a Árvore Espacial em um corrida Espacial. |      | | |                        |                         |                   |                                    |                        |
| 244 | 14   | "Operação Tapa-Ouvido (BR) Operação: Não Ouvir o Mal(PT)" "Operation: Hear no Evil" | Minty Lewis e Ryan Pequin | 11 de outubro de 2016  | 6 de julho de 2017      | 1043-249          | 0.91                               |                        |
| Mordecai e Rigby tentam evitar spoilers sobre seu novo programa de TV favorito. |      | | |                        |                         |                   |                                    |                        |
| 245 | 15   | "Fuga Espacial (BR)/(PT)" "Space Escape" | Benton Connor e Sam Spina | 12 de outubro de 2016  | 10 de julho de 2017     | 1043-250          | 0.84                               |                        |
| Mordecai e Rigby devem parar um ataque na Estação da Árvore Espacial causado pelo Anti-Pairulito para protegerem o Pairulito após terem sido formados na Árvore Espacial. |      | | |                        |                         |                   |                                    |                        |
| 246 | 16   | "Camas Novas (BR)/(PT)" "New Beds" | Madeline Queripel e Alex Cline | 13 de outubro de 2016  | 11 de julho de 2017     | 1043-251          | 1.15                               |                        |
| Os rapazes recebem novas camas, mas Pairulito corre perigo. |      | | |                        |                         |                   |                                    |                        |
| 247 | 17   | "Mordeby e Rigbecai (BR)/(PT)" "Mordeby and Rigbecai" | Casey Crowe e Gideon Chase | 14 de outubro de 2016  | 12 de julho de 2017     | 1043-252          | 0.88                               |                        |
| Os caras se complicam com uma máquina de teletransporte. |      | | |                        |                         |                   |                                    |                        |
| 248 | 18   | "Redoma Alfa (BR) Cúpula Alfa (PT)" "Alpha Dome" | Owen Dennis e Sean Glaze | 20 de outubro de 2016  | 13 de julho de 2017     | 1043-253          | 0.99                               |                        |
| O pessoal do parque se envolve em confrontos. |      | | |                        |                         |                   |                                    |                        |
| 249250 | 1920 | "Contos de Terror no Parque VI (BR) Regular Show Apresenta: Histórias Terroríficas do Parque 6 (PT)" "Terror Tales of the Park VI (Partes 1 & 2) (6º e ultimo episódio de Contos de terror do parque)" | Sean Glaze, Owen Dennis, Minty Lewis e Ryan Pequin | 27 de outubro de 2016  | 29 de outubro de 2017   | 1043-2441043-245  | 1.05                               |                        |
| Os caras se reúnem na casa e contam histórias assustadoras de Dia das Bruxas assim como tempos passados, mais somente este Dia das Bruxas, as histórias têm um terrível extra, ficção científica. - Planeta Medo: O Pessoal vai parar em um planeta misterioso onde seus piores pesadelos se tornam realidade. - Barra de Chocolates Gigantes: O Pessoal ficam preso dentro de um Castelo amaldiçoado por Vampiros e no final tudo da errado. - Colega de Quarto Alienígena: Benson contrata um novo empregado Alien chamado Shannon mais quando o Pessoal crítica ele, ele fica com raiva e começa a matar um por um. - Nota: Esse episódio foi exibido online no dia 15 de outubro de 2016. |      | | |                        |                         |                   |                                    |                        |
| 251 | 21   | "A Fita de Gelo (BR) A Cassete Gelada (PT)" "The Ice Tape" | Madeline Queripel e Alex Cline | 3 de novembro de 2016  | 4 de dezembro de 2017   | 1043-256          | 0.92                               |                        |
| A turma deve viajar para um antigo videocassete que reproduzirá uma fita VHS, feita de gelo, para que eles possam aprender as origens dos Pairulito. |      | | |                        |                         |                   |                                    |                        |
| 252 | 22   | "A Chave Para o Universo (BR)/(PT)" "The Key to the Universe" | Casey Crowe e Gideon Chase | 10 de novembro de 2016 | 5 de dezembro de 2017   | 1043-257          | 1.02                               |                        |
| Earl, um antigo sensei, começa a treinar Pairulito por sua luta com Anti-Pairulito, mas Pairulito não tem certeza se ele pode ou não acompanhar isso. |      | | |                        |                         |                   |                                    |                        |
| 253 | 23   | "Sem Treino, Sem Ganho (BR) No Treinar é que Está o Ganho (PT)" "No Train No Gain" | Owen Dennis e Sean Glaze | 17 de novembro de 2016 | 6 de dezembro de 2017   | 1043-258          | 0.99                               |                        |
| Earl começa a treinar Pairulito através da técnica da montagem de treinamento que permite que os treinadores se dobrem espaço e tempo enquanto se nivelam. Mordecai e Rigby usam uma de suas músicas para ajudar Pairulito e acabam atrapando a equipe do Park em uma montagem. - Nota:O nome da música é "Through the Fire and Flames" de DragonForce |      | | |                        |                         |                   |                                    |                        |
| 254255 | 2425 | "Natal no Espaço (BR)/(PT)" "Christmas in Space (Partes 1 & 2) (15º Especial de Apenas um Show) e (Quarto e ultimo Especial de Natal)"                                                                 | Minty Lewis, Ryan Pequin, Benton Connor e Sam Spina | 1 de dezembro de 2016  | 4 de dezembro de 2017   | 1043-254          | 0.92                               |                        |
| É um Natal espacial para os rapazes, pois eles irão abrir presentes e contar histórias natalinas no Espaço! Só que Benson quer menos terror e mais espirito natalino nas histórias. - História do Saltitão: A equipe para por um planeta do gelo para se divertir na neve, mas é atacada por grandes criaturas Yeti. - História de Benson: Um guitarrista sobrenatural aterroriza a turma atacando-os com os doze dias do Natal. - História de Mordecai e Rigby: Mordecai e Rigby esquecem de dá um presente para Pairulito, então eles precisam ir ao "Theoretical Mall", que está localizado em outra dimensão. - Segunda História de Benson: A tripulação recebe uma visita do Krampus. |      | | |                        |                         |                   |                                    |                        |
| 256 | 26   | "Mate Com Gentileza (BR) Arruma-os com Simpatia (PT)" "Kill 'Em with Kindness" | Minty Lewis e Ryan Pequin | 14 de janeiro de 2017  | 7 de dezembro de 2017   | 1043-259          | 1.08                               |                        |
| Apesar de todo o treinamento, Pairulito ainda não quer lutar, então ele cria um encontro com Anti-Pairulito para resolver as coisas de forma pacífica. - Nota:Esse episódio foi exibido online no dia 19 de dezembro de 2016. |      | | |                        |                         |                   |                                    |                        |
| 257 | 27   | "Conheça a Vidente (BR) Conhecer a Observadora (PT)" "Meet the Ser" | Benton Connor e Sam Spina | 14 de janeiro de 2017  | 8 de dezembro de 2017   | 1043-260          | 1.08                               |                        |
| A tripulação chega no planeta Nielsen, onde se reencontram com os Guardiões dos Formatos obsoletos e conhece o vidente que os observou desde o início. - Nota:Esse episódio foi exibido online no dia 19 de dezembro de 2016. |      | | |                        |                         |                   |                                    |                        |
| 258 | 28   | "Se Anima, Pairulito (BR) Anima-te Pops (PT)" "Cheer Up Pops" | Casey Crowe e Gideon Chase | 16 de janeiro de 2017  | 8 de dezembro de 2017   | 1043-261          | 1.33                               |                        |
| Antes de chegar a Pairulândia, Pairulito fica desanimado devido à sua batalha que se aproxima. A tripulação então tenta animá-lo gravando suas memórias. |      | | |                        |                         |                   |                                    |                        |
| 259261 | 2931 | "Apenas Uma Batalha Final Épica (BR) Uma Batalha Final Épica Como as Outras (PT)" "A Regular Epic Final Battle (16° Especial) e (Ultimo de Apenas um Show)"                                            | Madeline Queripel e Alex Cline (Parte 1) Minty Lewis, Ryan Pequin, Andres Salaff, Benton Connor, Owen Dennis, Madeline Queripel e Sam Spina (Parte 2) J.G. Quintel (Parte 3) | 16 de janeiro de 2017  | 8 de dezembro de 2017   | 1043-2621043-264  | 1.33 (Parte 1) 1.37 (Partes 2 e 3) |                        |
| Parte 1: A tripulação chega a Lolliland cedo, então eles criam armadilhas para Anti-Pairulito. As coisas parecem sair suavemente, mas Anti-Pairulito é imperturbável por suas inúteis tentativas. Parte 2: Aliados dos dois lados se reúnem para a luta épica. No entanto, Pairulito e Anti-Pairulito estão mais uma vez em um impasse. Mordecai e Rigby são forçados a saltar entre as duas facções depois que o tempo é reiniciado. A Força (Parte 3): Mordecai e Rigby revivem o primeiro episódio, mas logo percebem que precisam ajudar Pairulito então eles usam A Força para voltar. Pairulito percebe que ele deve chegar a Anti-Pairulito e finalmente salva o universo ao custo de sua vida. Toda a tripulação do parque volta para casa para seus amigos e familiares. Depois de erigir uma estátua memorial de Pairulito, Mordecai deixo o seu trabalho no parque, e se torne um pintor, e conheçe a mulher morcego; Rigby se casa e tem três filhos com Eileen; Musculoso e Starla se mudam para um trailer e tem mais filhos; Benson se reúne com Pam, adota gatos e o um porco, e se torna o dono do parque após a morte do Sr. Maellard; Fantasmão se encontra com sua namorada Celia e se tornam DJs em Praga; e Saltitão usa shorts. 25 anos depois, a tripulação inteira retorna e Mordecai e Rigby refletem sobre o sacrifício de Pairulito e o quão imaturo eles costumavam ser antes de decidir jogar alguns jogos arcade antigos. A cena termina com Pairulito assistindo a vida de seus amigos do céu. Ele ejeta uma fita VHS com a etiqueta "Episodio 261" e diz "Mais que show Maravilhoso". Notas: - Pairulândia é um planeta que Pairulito sempre amou como dito em "O planeta favorito do Pairulito". - As cenas no flashback de Rigby são dos episódios: A Força , Olá China , Especial Dia da Formatura do Rigby, Apenas uma Batalha Final Épica Parte 2 e Redoma Alfa. - No Brasil a Parte 1 é chamada de Apenas uma Batalha Épica Final e em Portugal Uma Batalha Final Épica Como As Outras. |      | | |                        |                         |                   |                                    |                        |

8ª Temporada (2017-2018): Arco de 25 Anos Antes

## Minisódios | Curtas
| # | Título                                                                                     | Escrito e storyboards por | Exibição original         | Exibição no Brasil            | Exibição em Portugal |
| --- | ------------------------------------------------------------------------------------------ | ------------------------- | ------------------------- | ----------------------------- | -------------------- |
| DVD–1 | "Toque de Celular (BR)" "Mordecai and Rigby: Ringtoneers"                                  | J.G Quintel               | 15 de abril de 2011 (DVD) | 18 de setembro de 2014 (TV)   |                      |
| Mordecai e Rigby tentam escrever uma música. - Nota: Esse curta animado foi lançado em um dvd da 2ª Temporada                   |                                                                                            |                           |                           |                               |                      |
| 2 | "Estados Unidos! Estados Unidos! (BR)/(PT)" "USA! USA!"                                    | Ryan Pequin e Owen Dennis | 6 de julho de 2015        | 18 de novembro de 2016        |                      |
| Para mostrar seus conhecimentos em outros países para Benson, Mordecai e Rigby fazem um rap sobre todos os países que conhecem. |                                                                                            |                           |                           |                               |                      |
| 3 | "Correndo por Prazer (BR) "Correr por Gosto (PT) "Fun Run"                                 | Sarah Oleksyk             | 1 de setembro de 2015     | 2 de setembro de 2016         |                      |
| Pops vai em uma corrida divertida em todo o país.                                                                               |                                                                                            |                           |                           |                               |                      |
| 4 | "OOOHH!!!"                                                                                 | Ryan Pequin               | 1 de outubro de 2015      | 9 de dezembro de 2016         |                      |
| Mordecai e Rigby fazem uma excursão pelo mundo mostrando seu "OOOHH !!!"                                                        |                                                                                            |                           |                           |                               |                      |
| 5 | "Uma Paradinha (BR) "Intervalo (PT) "Break Time"                                           | Madeline Queripel         | 8 de outubro de 2015      | 30 de dezembro de 2016        |                      |
| Mordecai, Rigby, Musculoso e Fantasmão pedem a Benson uma pausa, e ele responde dando-lhes uma pausa.                           |                                                                                            |                           |                           |                               |                      |
| 6 | "Sapatos Ninjas (BR) "Ninja Shoes                                                          | Madeline Queripel         | 26 de março de 2016       | 1 de fevereiro de 2018 (CNGO) |                      |
| Mordecai e Rigby tentam andar fora de casa com seus sapatos Ninja.                                                              |                                                                                            |                           |                           |                               |                      |
| 7 | "Em Breve (BR) "Coming Soon                                                                | Toby Jones                | 2 de abril de 2016        | 27 de janeiro de 2017         |                      |
| Mordecai e Rigby imitam as vozes de um Trailer de filme.                                                                        |                                                                                            |                           |                           |                               |                      |
| 8 | "Dia Doente (BR) "Sick Day                                                                 | Owen Dennis               | 9 de abril de 2016        | 10 de fevereiro de 2017       |                      |
| Mordecai e Rigby decidem escorregam para ser um dia ruim.                                                                       |                                                                                            |                           |                           |                               |                      |
| 9 | "Enroladinho de Pizza (BR) "Pizza Pouch Drop                                               | Owen Dennis               | 16 de abril de 2016       | 24 de fevereiro de 2017       |                      |
| Mordecai e Rigby se esforçam para fazer o melhor Pouch Pizza.                                                                   |                                                                                            |                           |                           |                               |                      |
| 10 | "O Troféu do Campeonato de Espirobol de 1973 (BR) "The 1973 Tetherball Championship Trophy | Toby Jones                | 23 de abril de 2016       | 7 de abril de 2017            |                      |
| Em uma paródia de filmes de Wes Anderson, Mordecai e Rigby tentam ganhar um troféu de campeonato de espirobol.                  |                                                                                            |                           |                           |                               |                      |
| 11 | "2001: Um Cochilo no Espaço (BR) "2001: A Odisseia no Sono (PT) "2001: A Nap Odyssey"      | Ryan Pequin               | 23 de setembro de 2016    | 25 de julho de 2017           |                      |
| O pessoal tiram uma soneca em gravidade zero.                                                                                   |                                                                                            |                           |                           |                               |                      |
| 12 | "Repeteco (BR) "Time Loop                                                                  | TBA                       | 19 de dezembro de 2016    | 20 de novembro de 2017        |                      |
| O pessoal ficam preso em um laço do tempo.                                                                                      |                                                                                            |                           |                           |                               |                      |
| 13 | "Botões Sintetizadores (BR) "Synth Buttons                                                 | Owen Dennis               | 23 de dezembro de 2016    | 6 de novembro de 2017         |                      |
| Mordecai e Rigby percebem que a ponte do navio é também um sintetizador.                                                        |                                                                                            |                           |                           |                               |                      |
| 14 | "Batalha de Rap-Robô (BR) "Batalha de Rap Robótica (PT) "Robot Rap Battle"                 | TBA                       | 26 de dezembro de 2016    | 22 de agosto de 2017          |                      |
| Mordecai e Rigby participam da 10ª Batalha de Rap Robô Anual.                                                                   |                                                                                            |                           |                           |                               |                      |
| 15 | "Verme Espacial (BR) "Minhoca Espacial (PT)                                                | TBA                       | 2 de janeiro de 2017      | 15 de setembro de 2017        |                      |
| Mordecai e Rigby montam em um verme no espaço.                                                                                  |                                                                                            |                           |                           |                               |                      |
| 16 | "Pops Rewinds the Future to Present"                                                       | TBA                       | 2019                      | TBA                           |                      |
| 17 | TBA                                                                                        | 2019                      | TBA                       |                               |                      |
| 18 | TBA                                                                                        | 2019                      | TBA                       |                               |                      |
| 19 | TBA                                                                                        | 2019                      | TBA                       |                               |                      |
| 20 | TBA                                                                                        | 2019                      | TBA                       |                               |                      |

## Filme

### Filme (EUA/Brasil: 2015)
| #                                                           | Título                                                                             | Dirigido por  | Escrito por | Exibição EUA           | Exibição Brasil       | Exibição Portugal | Audiência (em milhões) |
| ----------------------------------------------------------- | ---------------------------------------------------------------------------------- | ------------- | --- | ---------------------- | --------------------- | ----------------- | ---------------------- |
| 1                                                           | "Apenas um Show: O Filme (BR) Regular Show: O Filme (PT)" Regular Show: The Movie" | J. G. Quintel | J. G. Quintel, Sean Szeles, Calvin Wong, Andres Salaff, Mike Roth, Benton Connor, John Infantino, Owen Dennis, e Toby Jones | 25 de novembro de 2015 | 7 de dezembro de 2015 | 2.17              |                        |
| Uma ameaça chega e só Mordecai e Rigby podem salvar o mundo |                                                                                    |               | |                        |                       |                   |                        |